# Crysis
Crysis (читається як Кра́йзис, з англ. — «Криза») — відеогра, військово-фантастичний шутер від першої особи з елементами тактичного шутера, розроблений німецькою компанією Crytek і виданий Electronic Arts. Перша гра однойменної серії із трилогії. Crysis був випущений 13 листопада 2007 року в Північній Америці, 15 листопада в Австралії, 16 листопада в Європі, 23 листопада в Новій Зеландії й 29 листопада в Японії ексклюзивно для персональних комп'ютерів. 18 вересня 2008 року, майже через рік після релізу, Crysis став доступний для завантаження через інтернет-сервіс цифрової дистрибуції Steam.
Початкові цифри продажів, згідно з агентством NPD Group, засвідчували, що гру спіткав комерційний провал. Однак під час конференції «EA Q3 2008 Earnings Conference Call» було проголошено, що у всьому світі продано понад 1 млн, копій гри Crysis в фінансовому кварталі. На кінець червня 2008 року було продано понад 1,5 мільйонів копій гри у всьому світі.
Події Crysis розвиваються у вигаданому майбутньому, у 2020 році, коли на острові біля узбережжя Китаю був виявлений древній інопланетний космічний корабель. Одиночна кампанія пропонує гравцеві зіграти роль бійця спецзагону United States Delta Force Джейка Данна (англ. Jake Dunn) з позивними Кочівник (англ. Nomad). Номад озброєний різноманітною футуристичною зброєю та обладнанням, в особливості нанокостюмом (англ. Nano Muscle Suit). У Crysis гравець бореться з військовими північнокорейської армії та інопланетними ворогами у чотирьох різноманітних локаціях: у джунглях тропічного острова, усередині «Льодяної сфери» (що складається з тих самих джунглів, тільки заморожених), безпосередньо всередині космічного корабля (на якому панує невагомість) і на американському авіаносці.
Ігровий рушій Crysis, CryEngine 2, використовує новий API Direct3D 10 для візуалізації графіки і включає ігровий редактор рівнів Sandbox 2, який використовувала Crytek для створення гри.
5 червня 2008 року було анонсовано доповнення Crysis Warhead. Воно було випущене 18 вересня 2008 року в роздрібному продажі й через Steam. У березні 2011 року була випущена у продаж «Crysis 2»
Crysis Remastered для Ninetendo Switch вийшов 23 липня 2020 року. Ремастер гри для Microsoft Windows, PlayStation 4, Xbox One заплановано випустити у 2020 році.

## Ігровий процес
Crysis розвиває основні ідеї геймплею попередньої гри Crytek — Far Cry. Дія знову ж відбувається в джунглях, і гравець може вирішити кожну поставлену задачу різноманітним чином.
Однією з найголовніших особливостей геймплею гри є нанокостюм, в який одягнений головний герой. Крім захисту тіла від поранень, нанокостюм здатен розподіляти свою енергію для надання певних здібностей своєму носієві.
У Crysis з'явилась можливість модифікувати зброю, змінюючи її для більшої ефективності бою в різних умовах. На зброю можна поставити оптичні приціли, підствольні гранатомети, глушники, тактичні ліхтарі й решту модифікацій, які найбільш підходять під ситуацію.
Ігровий штучний інтелект (AI) ворогів істотно покращений порівняно з Far Cry; він став більш реалістичним і правдоподібним. Ворожі солдати постійно використовують тактичні маневри, працюють у команді, ховаються та влаштовують засідки на місцевості, а також адаптуються до навколишнього середовища й умов, що змінюються. Штучний інтелект солдатів також реагує на звуки і рухи, викликані рухом гравця. Доки ворожі солдати не залучені до бою, вони показують типову й цілком життєву поведінку. Вони курять, позіхають, розмовляють, випорожнюються, ремонтують машини, патрулюють місцевість, вітають вищих офіцерів тощо. Іноді ці дії залежать від того, чи був гравець виявлений раніше. Якщо Номада не побачили у деяких місіях, він може знайти ворогів що сплять, коли прибуває до місця призначення. Якщо протагоніст буде помічений, підніметься тривога, і вороги будуть попереджені.

### Нанокостюм
Нанокостюм (англ. Nano Muscle Suit) — вигаданий технічний пристрій, силовий екзоскелет, що при роботі використовує нанотехнології.
Ідея створення та дизайн нанокостюма, за словами головного ігрового дизайнера Бернда Димера (англ. Bernd Diemer), були натхнені американською воєнною програмою United States Future Force Warrior 2020. Ерік Лагель (англ. Eric Lagel), співробітник компанії Crytek, говорить, що нанокостюм — «це одна з головних „фішок“ Crysis, і ми просто не могли не додати його до мультиплеєра. Нанокостюм — це всього лиш зброя, якої не було в інших іграх».
Основна особливість нанокостюма — його режими роботи, котрі дають людині-користувачу нові можливості й збільшують існуючі. У нанокостюмі присутні 4 режими. Одночасно може бути увімкнений тільки один режим, тобто неможливо використовувати два й більше режимів одночасно. Також нанокостюм завжди повинен перебувати в одному з чотирьох режимів, тобто його неможливо «вимкнути». Вимкнення може відбуватись тільки під час одиночної гри і згідно зі скриптами. Крім режимів, нанокостюм володіє іншими додатковими можливостями.
Режими нанокостюма:
- Захист (англ. maximum armor) — енергія костюма перерозподіляється на захист і відновлення ран. На максимальному запасі енергії костюм здатний витримати достатньо великі пошкодження, наприклад вибух гранати у безпосередній близькості від його власника або постріл із снайперської гвинтівки. Однак, якщо енергія буде витрачена, отримані людиною пошкодження будуть віднімати його здоров'я. При атаці людини-користувача, костюм у цьому режимі випромінює молочно-біле сяйво.
- Сила (англ. maximum strength) — завдяки наномеханічним м'язовим сервопосилювачам[35][36] у цьому режимі збільшується м'язова сила людини-користувача. Режим збільшення м'язової сили може використовуватися для виконання стрибків у висоту й ефективного ближнього кулачного бою. Також суттєво компенсується тряска зброї й віддача при пострілах[37]. Енергія витрачається при кожному ударі, пострілі чи стрибку. Костюм у цьому режимі постійно випромінює неяскраве червоне світіння[38].
- Швидкість (англ. maximum speed) — пришвидшення роботи синапсів центральної нервової системи[38], унаслідок чого в людини, одягненої в нанокостюм, тимчасово підвищується швидкість пересування. Енергія витрачається під час бігу й при рукопашному бої, в інший час не витрачається, однак швидкість ходи в такому режимі дещо більша, а час перезарядки зброї — менший, ніж у режимі сили або режимі захисту. Режим збільшення швидкості може використовуватися для стрибків у довжину. Під час дії костюм випромінює неяскраве біле сяйво, що «перетікає» по ньому.
- Невидимість (англ. cloak) — людина-користувач стає майже повністю прозора для світла, що робить її практично невидимою[39][40]. Режим невидимості витрачає енергію весь час своєї дії, причому енергія витрачається тим швидше, чим активніше пересувається людина-користувач. Особливо швидко енергія витрачається під час бігу й стрибках, а найбільш повільно, коли користувач крадеться чи взагалі нерухомий. Режим невидимості не робить людину-користувача абсолютно невидимим, супротивники можуть помітити його за побічним випромінюванням костюма при наближенні до нього впритул. На відміну від особової зброї, предмети оточення, що переносяться користувачем у руках, не стають невидимими, що також може стати причиною виявлення. При будь-якій грубій взаємодії з навколишнім середовищем, чи то постріл із зброї, кидок предмета чи рукопашний удар, режим невидимості вимикається, енергія обнуляється, і костюм автоматично переходить у режим захисту.

На початку місії Assault боєць із позивним Псих (із загону Дельта, див. нижче), перебуваючи разом з Номадом у VTOL'і, говорить рядовому морпіху Джонсону про ціну нанокостюма, яка становить близько 1 000 000 $.
Нанокостюм володіє дистанційним механізмом самознищення, при використанні якого сам костюм і його носій згоряють, не залишаючи видимих слідів. Ця функція використовується для того, щоб нанокостюм не дістався противнику.
Через властивості нанокостюма постійно регенерувати здоров'я, гра повністю позбавлена аптечок. Однак всі дії виснажують резерви відновлюваної енергії костюма; енергія перезаряджається найшвидше в режимі захисту. Костюм може бути швидко переключений між режимами використовуючи систему жестів мишкою (англ. Mouse gestures), яка додає важливий тактичний елемент у бій. Інтегрована в шлем костюма маска має свій власний HUD (англ. Head-Up Display), котрий відображає такі дані, як тактична карта й поточний рівень енергії. Таким чином, вся видима інформація є електронною за природою, що визначається за такими речами, як зчитування, що завантажуються й візуальні спотворення під час аварійних ситуацій. Вбудовані утиліти вмикають двостороннє радіо, кишеньковий комп'ютер (PDA) і можливість запису аудіовізуальної інформації, а також такі особливості, як нічне бачення та зміна кратності зображення (вбудований бінокль). Усі ці здібності доступні в синглплеєрі.

### Зброя
Гравцю доступна стандартна гамма зброї, притаманна більшості шутерів від першої особи. Сюди входить як звичайне озброєння (пістолет, дві автоматичні гвинтівки, дробовик і інші), так і науково-фантастичне (гвинтівка Гауса), а також інопланетне (англ. MOAC — Molecular Accelerator — Молекулярний Прискорювач прибульців). Уся зброя може бути змінена за допомогою відповідних «насадок» (ґаджетів, пристроїв); ці пристрої можуть бути дані гравцю за замовчуванням, отримані з підібраної зброї чи куплені в мультиплеєрі. Одного разу придбанні, вони можуть бути видалені тільки з причини смерті чи скриптову втрату інвентарю під час розвитку сюжету в синглплеєрі, наприклад. Якщо під час гри гравець у синглплеєрі причіплює ліхтарик до своєї гвинтівки, яку потім викидає, то це не вважається за втрату, і цей пристрій буде доступний у майбутньому.
Модифікація (змінення, апгрейд, але зовсім не обов'язково покращення) зброї різними насадками можлива завдяки рейковій системі напрямних (англ. RIS — Rail Interface System), яка вмонтована в кожний екземпляр зброї, що використовується. Зокрема, використовуються планки Пікатінні (англ. Picatinny Rail), які в дійсності присутні в багатьох сучасних зразках зброї. У зброї є 4 точки кріплення, куди можуть бути прикріплені насадки: верхня (надствольна) напрямна, нижня (підствольна) напрямна, дуло й кріплення зліва від ствола. Таким чином, деякі пристрої не можуть бути сполучені; наприклад, неможливо використовувати одночасно підствольний гранатомет і транквілізатор, або ліхтар і лазерну цілевказівку. Декотрі види зброї не мають деяких напрямних зважаючи на конструктивні особливості; наприклад, дробовик не має підствольної напрямної; відповідно, на нього неможливо встановити підствольний гранатомет.
Опції пристроїв дають більшу кількість варіантів модифікації основної зброї, навіть якщо результат цієї зміни може здаватися дивним. Наприклад, оптичний приціл змінної кратності 4x/10x може бути прикріплений до дробовика, що стріляє картеччю на ближні дистанції.
Додатково, у більшості зброї можлива зміна режиму вогню (наприклад, стрільба поодинокими і чергами). Crysis також містить деякі можливості, які з'явилися в інших недавніх шутерах, наприклад можливість кидка гранати без її попереднього вибору в меню й зміна сили кидка гранати.
Важливо зазначити, що в мультиплеєрі зустрічається зброя, яка недоступна в синглплеєрі. Сюди належать MOAR (англ. Molecular Arrestor — Молекулярний розрядник), протитанкові й протипіхотні міни, а також деяке інше озброєння й оснащення. У мультиплеєрі в режимі Power Struggle за допомогою TAC-gun (англ. TAC — Tactical Atomic Cannon — Тактична Атомна Гармата) можна знищити базу ворога.

### Транспортні засоби
У Crysis присутній великий вибір транспортних засобів; більшість з них доступні гравцю. Доступні наземні засоби пересування включають багато техніки, починаючи з легких джипів і закінчуючи важкими танками. До морських засобів пересування належать легкі моторні човни, судна на повітряній подушці й підводних крилах. У всіх транспортних засобах (пікапах, хаммерах і навіть танках) є режим пришвидшення, який активується натисненням клавіші пришвидшення. Вибір літальних засобів лімітується одним північнокорейським бойовим гелікоптером і вигаданим американським літальним апаратом вертикального зльоту й посадки — VTOL (англ. Vertical Take-Off and Landing — Літак вертикального зльоту й посадки), кожен із яких здатний транспортувати невеликі групи бійців (6 десантників у салоні, а також кулеметник і пілот у кабіні, окрема роль кулеметника доступна лише у мультиплеєрі, а пілоту завжди доступна ракетна установка).
Колісні транспортні засоби мають зональну систему пошкоджень, що найбільш помітно на прикладі шин, що прострілюються. У гусеничних транспортних засобах, таких як танки чи БМП, можливе знищення гусениць. Також можна вистрілити у зовнішні паливні каністри для їх детонації й подальшого підриву транспортного засобу; палаючий остов буде завдавати шкоду всім об'єктам поблизу своєї високої температури. Навіть якщо всі шини транспортного засобу пробиті, він все ще може повільно їхати на ободах колісних дисків. Те ж саме стосується гусеничних транспортних засобів, у яких знищені гусениці. До засобів, які є в грі, але не можуть використовуватися гравцем, належать реактивний літак, екскаватор і великі судна. Сюди належать й всі інопланетні засоби.
Перебуваючи усередині транспортного засобу, гравець має можливість огляду як від першої, так і від третьої особи. У другому випадку гравець також має можливість ворочати віртуальну камеру огляду приблизно на 45° вліво й вправо від лінії направлення руху транспорту. Також в режимі від третьої особи є можливість віддаляти і зближувати віртуальну камеру.
Важливо зауважити, що суттєва кількість транспортних засобів доступна для гравця тільки у мультиплеєрі. Наприклад, така техніка, як гелікоптер, зенітна самохідна установка, гусенична БМП, колісний бронетранспортер, судно на повітряній подушці й підводних крилах, недоступна або обмежена в синглплеєрі.
Бронетранспортер — амфібія
У грі присутній один прихований транспортний засіб — плаваючий бронетранспортер—амфібія (англ. amphibious Armoured personnel carrier — APC). За функціональністю бронетранспортер дуже схожий на БМП: те ж озброєння (автоматична гармата й ракетна установка) й кількість екіпажу (6 чоловік), котрий він спроможний перевезти. Єдиною відмінністю є пробивні шини замість гусениць у БМП і можливість плавати на воді.
Цей транспортний засіб можна використовувати лиш у мультиплеєрі тільки тим гравцям, які купили ліцензійне колекційне видання Crysis або оформили попереднє замовлення через магазин EAstore. Крім того, у мультиплеєрі БТР може використовувати тільки безпосередній покупець, інші гравці, що грають в мультиплеєрі разом із ним, не можуть використовувати БТР. Після того, як гравець-покупець покине дану технічну одиницю, нею зможуть скористатися члени команди покупця, а противник зможе її захопити.
Важливо зазначити, що бронетранспортер присутній у всіх версіях гри, просто він «заблокований». При створенні й редагуванні карт у редакторі рівнів Sandbox його можна використовувати всім незалежно від версії гри і типу замовлення.

### Інтерактивність
Інтерактивність у грі перебуває на дуже високому рівні. У грі присутня безліч елементів віртуального світу, що належать до руйнованого оточення. Гравець може взаємодіяти із безліччю різноманітних предметів оточенні, таких як: бочки, ящики, гілки, стовбури дерев, кругляки, різноманітні тварини, посуд, верстати, обривки паперу тощо. Речі й предмети можна підіймати, класти, кидати (з режимом сили і без) і використовувати як зброю ближнього бою. Легкі хатини можливо повністю зруйнувати, дерева можна валити вогнепальною зброєю чи кулаками в режимі сили, а листя й легкі гілки прогинаються, коли гравець зачіпає їх при пересуванні. Попри численні можливості, гра ніяк не зобов'язує гравця до використання інтерактивних об'єктів; дехто може пройти Crysis і взагалі не помітити подібної опрацьованості світу. Це дозволяє віднести проєкт до ігор-пісочниць, які дають гравцю базис для позасценарних експериментів.
Для створення такого високого рівня інтерактивності й такого великого руйнування середовища, Crytek використовує фізичний рушій власної розробки CryPhysics, який тісно інтегрований із ігровим рушієм CryEngine 2 і є його підсистемою. Важливо зазначити, що в грі відсутня фізика Ragdoll, хоча вона підтримується рушієм і навіть додана в його офіційну специфікацію. Очевидно, це пов'язано з бажанням розробників зменшити вікові рейтинги гри. Попри те, що анімація «ганчіркової ляльки» у грі вимкнена, після виходу гри були випущені модифікації, які її вмикають.

### Рівні складності
У грі присутні чотири рівні складності: легкий (англ. easy), середній (англ. medium), тяжкий (англ. hard) і дельта (англ. delta). У більшості шутерів збільшення рівня складності призводить, зазвичай, до збільшення реакції й влучності ворогів, до збільшення пошкоджень, що наносяться ворогами, і до зменшення запасу здоров'я протагоніста. У Crysis, крім всього цього, із зміненням рівня складності змінюється HUD, що напряму призводить до змінення геймплею.
Так, на найлегшому рівні складності всі вороги обводяться червоними контурами, гранати — рамками, є можливість їздити на транспортному засобі й одночасно стріляти із турелі, що встановлена на ньому. На найтяжчому рівні складності всі ці особливості зникають, а також зникає перехрестя прицілу. Таким чином, Crysis стає схожий на тактичний шутер.
Більш того, при виборі максимального рівня складності вороги починають розмовляти поміж собою корейською, внаслідок чого гравцю стає складно зрозуміти їх наміри.

### Особливості геймплею
Сюжет у Crysis повністю лінійний, хоча на більшості рівнів є деякі додаткові місії й цілі, які необов'язкові для виконання. Однак виконання чи невиконання цих цілей ніяким чином не впливає на сюжет, тому сюжет належить до лінійних.
Гра за стилем геймплею й дизайну рівнів умовно поділяється на дві частини. Перша частина — відкриті рівні, вільний геймплей. Друга частина — лінійний геймплей і «коридорний» дизайн рівнів.
Геймплей і дизайн ігрових локацій (рівнів) із першої частини гри, на відміну від сюжету, повністю нелінійні. Гра Crysis належить до ігор-пісочниць (англ. sandbox game) зі «стихійним» геймплеєм (англ. emergent gameplay). Гра не веде гравця конкретним шляхом, вона лиш дає йому базис для проведення поза-сценарних експериментів.
Можливості нанокостюма, модифікація зброї, доступні транспортні засоби і інтерактивне оточення є інструментами, за допомогою яких гравець не тільки проходить гру, але й повністю сам обирає стиль її проходження. Наприклад, можливо пройти цілий рівень, не вбивши при цьому жодного ворога. Будь-яка ворожа база чи табір перебувають на відкритій місцевості, тому вони доступні для атаки з будь-якого боку.
Гравець вільний змінювати свій стиль геймплею й тактику ведення бою в будь-який момент гри. Наприклад, гравець може в будь-який момент перейти від прихованих дій у стилі «стелс-екшен» до прямих перестрілок «лоб-у-лоб», а потім до снайперської стрільби. Наявність різноманітних транспортних засобів із великою кількістю можливостей ще сильніше впливає на непередбачуваність геймплею. Саме тому ця гра належить до ігор зі «стихійним» геймплеєм.
Наприклад, головну корейську базу в другому рівні «Відновлення» можна атакувати безліччю способів. Можна пробратися через головний вхід на транспорті, чи пішки. Можна атакувати базу з моря на катері, висадившись на пляжі й здолавши мінну смугу. Можна висадитися позаду бази і атакувати її з тилу. Можна пробратися на базу по гірській стежці. Можна розстріляти базу з сусідньої гори з допомогою гранатомета й снайперської гвинтівки. А можна в режимі «стелсу» проникнути на базу й, нікого не вбивши й не здійнявши шуму, виконати мету. Подібні ситуації повсюдно зустрічаються в першій частині гри.

## Мультиплеєр

Вид зверху з ранньої версії багатокористувацьких карт у Crysis.

Мультиплеєр може здійснюватись як через Інтернет, так і через локальну мережу. У мультиплеєрі Crysis підтримується до 32 гравців на карті. Боти у мультиплеєрі відсутні. Є два різних режими гри: Instant Action (миттєві дії), що є стандартним Deathmatch; і Power Struggle (боротьба за владу), де грають дві протиборчі команди, кожна з яких намагається зруйнувати штаб суперника.
28 серпня 2006 року на виставці Games Convention 2006, яка проводиться в Лейпцигу в Німеччині, Crytek уперше демонструвала мережеву (багатокористувацьку) складову Crysis. Демонструвався режим «Power Struggle». Також відвідувачам виставки була надана можливість безкоштовно пограти у цей режим по локальній мережі на чотирнадцяти ПК.
Режим захоплення прапора (Capture the flag), первісно запланований, не ввійшов до фінальної версії гри, оскільки був надто схожий на режим Power Struggle. Джек Мамайс (англ. Jack Mamais), співробітник Crytek, заявив, що Crytek сподівається, що цей режим буде розвинений спілкою моддерів. Президент Crytek Джеват Єрлі також сказав, що й Team Action (командний deathmatch) не був доданий як режим мультиплеєра, тому що гравці прагнули б або до Instant Action, або до Power Struggle.
Офіційний набір мультиплеєрних карт, який уміщує три карти режиму Power Struggle і дві — режиму Instant Action, був випущений 24 грудня 2007 року під назвою Crysis Tournament Map Pack.

### Instant Action
Instant Action (укр. Миттєва сутичка) — стандартний Deathmatch упродовж кількох раундів. Раунд закінчується, якщо гравець досяг максимальної кількості прапорів (очок), або якщо сплинув ліміт часу (у такому разі перемагає гравець, що набрав найбільшу кількість прапорів). У цьому режимі купувати зброю не можна, можна лиш підбирати те, що є. Спочатку в складі гри доступно 4 карти (локації):
- Armada (укр. Армада)
- Outpost (укр. Застава)
- Quarry (укр. Кар'єр)
- Steel Mill (укр. Сталеливарний завод)

### Power Struggle
Power Struggle (укр. Боротьба за владу) — це помісь із Capture the flag і Team Deathmatch з тактичними елементами.
У режимі Power Struggle солдати американського спецназу Delta Force борються зі спецназом північнокорейської армії; у обох сторін є нанокостюми. Усі гравці починають гру озброєні тільки пістолетами й базовим нанокостюмом — «прототипом». Щоб купувати зброю, пристрої до неї, амуніцію й транспортні засоби, гравець повинен виконувати цілі місії чи убивати ворогів. Ціль режиму Power Struggle — знищити ворожий штаб за допомогою інопланетних технологій чи ядерної зброї, які можна придбати, захопивши місця падіння інопланетян. Без цих технологій дуже складно перемогти, оскільки ворожа база охороняється безліччю автоматичних турелей, які можуть бути зруйновані тільки потужною людською зброєю чи інопланетними технологіями

.
У режимі Power Struggle доступні всі транспортні засоби, які є в грі. Однак для того, щоб отримати до них доступ, необхідно захопити і тримати під контролем зону, яка спеціалізується на виробництві певного транспортного засобу — наприклад, захопивши зону з портом, гравець може розвивати водяний транспорт. Транспортні засоби можуть бути украдені, навіть якщо команда-злодій не захопила зону, що виробляє потрібний тип транспорту. У залежності від налаштувань, визначених адміністратором сервера (host), гра в режимі Power Struggle може продовжуватись до 10 годин, які покриють декілька циклів день/ніч. Тривалість циклів дня/ночі залежить від налаштувань сервера. Важливо зазначити, що фізичні ефекти і зміна циклів день/ніч доступні, тільки якщо гра ведеться на DirectX 10 сервері.
Спочатку в складі гри доступно 5 карт (локацій):
- Beach (укр. Узбережжя)
- Mesa (укр. Енергія)[64]
- Plantation (укр. Плантація)
- Refinery (укр. Очисний завод)
- Shore (укр. Берег)

## Сюжет
Сюжет у Crysis, як і в більшості відеоігор, можна умовно розділити на дві частини — сюжет до гри і сюжет, що розвивається під час гри. Однак головною відмінністю від інших ігор є те, що для рядового геймера, що грає в Crysis, передігровий сюжет буде невідомий. Невідомо, чи це є бажанням розробників полегшити сюжет, або ж спеціально його приховати, подібно сюжету в іграх серії Half-Life.
У самій грі можна зібрати усі відомості про передігровий сюжет. В ігрових локаціях «розкидано» доволі багато паперових газетних листів. Якщо збільшити якість текстур у грі до максимуму й придивитися на ці листки з близької відстані, використовуючи оптичний приціл або бінокль, то можна чітко роздивитись заголовки і підзаголовки газетних статей, а також газетні ілюстрації. У будинках корейців можна знайти портрети вигаданого лідера Кореї в 2020 році — Кім Чонджуля (англ. Kim Jong Juul). Однак найбільше уявлення про сюжет дають радіопередачі, в яких канал BBC розповідає про статус Кореї на геополітичній арені, про наміри Сполучених Штатів відносно островів Лінгшан і про деталі бойової операції американських військ по захопленню острова. Радіоприймач можна найти у різних частинах гри, а також при посадці в деякі транспортні засоби.

### Зав'язка сюжету й його передумови
Події Crysis розгортаються в недалекому майбутньому, на островах Лінгшан (англ. Lingshan) у Філіппінському морі. Згідно з сюжетом гри, ці острови уже не перший раз хвилюють суспільство конфліктами, що розвиваються на їх території.
Згідно з сюжетом, в КНДР до влади приходить новий лідер Kim Jong Juul, котрий у 2008 році проводить ряд економічних реформ, що призводять до суттєвих змін у всьому устрої країни. Великі міста перетворюються фактично в незалежні утворення зі своєю ринковою економікою; Пхеньян стає другим за значущістю центром високих електронних технологій; купуються великі партії передових військових технологій у Китаю. З урахуванням того, що КНДР володіє ядерною зброєю, їх статус на політичній арені виростає до неймовірних висот.
За досягненням таких результатів, першою метою Кореї стає укріплення своїх позицій у Тихому океані. Об'єктом її уваги стає низка невеликих острівних держав, які порівняно легко взяти під контроль.
Далі, у 2016 році КНДР надає допомогу островам Лінгшан у встановленні прокомуністичного режиму. Пхеньян призначає там свій маріонетковий уряд і оголошує про націоналізацію американської власності, що перебуває на островах, сумою в декілька мільйонів доларів. Почався великий скандал, однак відкритого воєнного конфлікту тоді вдалося уникнути.
У серпні 2020 року, згідно з сюжетом гри, відносний спокій острова Лінгшан знову було порушено. Уряд КНДР блокує острів кільцем військових кораблів і евакуює тисячі місцевих жителів, пояснюючи це підвищеною сейсмічною активністю на острові й загрозою виверження вулкана; а присутність корейських військових носить «суто гуманітарний характер» (командує військами генерал Кхон). Дані про сейсмічну активність частково підтверджувались тим, що підземні поштовхи були також зафіксовані й на Гаваях. Однак, на думку провідних вчених США, у цьому районі ніколи не було вулканічної активності. Держсекретар США заявляє, що дії КНДР можна розцінювати тільки як вторгнення.
Приблизно в той же час супутники NASA фіксують на острові різкі температурні аномалії. Спершу їх сприймають за ядерні вибухи, до справи підключаються РУМО й АНБ. Під прикриттям «Міжнародної Археологічної Асоціації», що веде роботу в цьому районі, на острів організовується експедиція, у склад якої, крім археологів і вчених, входять також агенти ЦРУ. Керує експедицією доктор Розенталь. На острів їх доставляє судно «Lusca's Call», що приписане до порту в Сан-Дієго.
У ході своїх робіт/розкопок, експедиція натикається на «древній механізований артефакт/статую». Сигнал, що випускається цим «артефактом», привів їх до «Храму», розташованому в глибині гори.
За попередніми оцінками спеціалістів, вік обох знахідок становить близько декількох мільйонів років.
У пресі з'являються сенсаційні статті про незвичайні знахідки археологів (заголовок газети — «World renowned archeologist uncovers another prehistoric „mechanical“ artifact»), а жителі острова раз у раз бачать у небі непізнані літаючі об'єкти.
Узявши під контроль острів, корейці беруться безпосередньо за «Експедицію Розенталя», ретельно контролюючи її роботу та допитуючи її членів.
7 серпня 2020 року було отримане повідомлення від дочки доктора Розенталя, Єлени Розенталь, що також входила до складу «Експедиції», у якому вона коротенько викладає істинну ситуацію та просить про допомогу. Після цього зв'язок з островом втрачається.
12 серпня 2020 року отриманий чіткий аварійний сигнал з археологічного судна «Lusca's Call».
14 серпня 2020 року, за сюжетом гри, уряд США приступає до рішучих дій: для роз'яснення ситуації на острів Лінгшан відправляють спецпідрозділ «Хижак» («англ. Raptor») у складі п'яти бійців спецзагону Дельта під командуванням майора Бернса (позивний «Пророк»). Інші члени загону мають позивні «Ацтек», «Блазень», «Псих» і «Номад» («Кочівник» у перекладі з англ.; головний герой, повне ім'я — Джейк Данн). Штаб під командуванням адмірала Моріссона базується на авіаносці «Конституція» за підтримкою кораблів супроводу. Вся бойова група перебуває в безпосередній близькості від острова, але зберігає безпечну дистанцію, щоб не провокувати корейців. Польовим командиром армії десанту призначається майор Стрікленд. Первинна мета операції характеризується як «знайти і врятувати» членів експедиції Розенталя, ґрунтуючись на координатах сигналу з судна «Lusca's Call».
З цього моменту починається сама гра.

### Безпосередній розвиток сюжету в грі
У грі присутні 11 рівнів. Кожен рівень має 2 назви. Перша назва є «зовнішньою» і призначена для гравців; відображається під час завантаження рівня. Друга назва є «внутрішньою», вона використовується механізмом самої гри; наприклад, щоб завантажити вибрану карту з консолі, необхідно ввести внутрішню назву рівня.
Кожен рівень представлений однією неподільною локацією. Після закінчення поточного рівня йде завантаження наступного. Всередині самих рівнів завантажень немає, оскільки підзавантаження ігрових даних здійснюється динамічно. У кожному рівні є декілька глав. Глави прив'язані, переважно, не до конкретних частин рівня, а до розвитку сюжету. Таким чином, гравець може перетнути весь рівень, однак поки він не виконає деяке «сюжетне» завдання, зміна глави не відбудеться.

#### Contact (Контакт)
Початок гри. Висадка здійснюється з борту військово-вантажного літака на парашутах із висоти у 8 тисяч метрів над землею. Однак вона проходить не надто вдало, ще в повітрі група «Хижак» зіштовхується з непізнаним літаючим об'єктом і безладно приземляється по узбережжю. Ацтек приземляється в рощу і, заплутавшись стропами парашуту в гілках, просить про допомогу. Номад, що вижив при падінні у воду і Блазень вирушають його рятувати. Раптово джунглі прорізає різкий звук криків, пострілів і дивних механічних звуків. Вийшовши до їх джерела, Номад і Блазень виявляють чотирьох мертвих корейців і мертвого Ацтека, що повис на стропах парашута. Пророк дистанційно активує самоліквідацію нанокостюма Ацтека, щоби не дати корейцям дослідити нанокостюм і перехопити технологію. Пізніше бійці загону «Хижак» знаходять корабель «Lusca's Call», вкритим льодом. Там на групу нападає бойовий робот інопланетян, хапає Блазня і забирає його з собою.

#### Recovery (Відновлення)
Бійці, що залишились у загоні, знаходять понівечене тіло Блазня недалеко від корабля та табору корейців. Ще біля замороженого корабля стає відомо про існування якогось розкопу, де працювала експедиція, і про те, що одного заручника тримають у селі, що зайняте військами неподалеку. Номад із Психом пробираються до села та звільняють заручницю. Заручниця, дівчина азійської зовнішності, виявляється агентом ЦРУ й розповідає, що вони не посилали сигналу з судна «Lusca's Call»; більш того, вона взагалі не знає, що з ним сталося. Також вона розповідає про смерть одного з членів експедиції (Бадовскі — пізніше гравець знаходить його вмерзлий труп у джунглях) і підтверджує, що решту тримають на розкопці. Псих вирушає супроводжувати заручницю в зону евакуації, а Пророк із Номадом ідуть до розкопу.

#### Relic (Релікт)
По дорозі до пункту призначення трапляється черговий напад інопланетного робота, котрий тягне Пророка в невідомому напрямку. Номад уважає його загиблим і повідомляє про це в штаб, а сам продовжує виконувати завдання під керівництвом майора Стрікленда. Після прибуття на розкопки він знаходить лиш одного доктора Розенталя, що продовжує вивчати «Артефакт», який є точною копією того інопланетного робота, який напав на загін «Хижак». Доктор Розенталь намагається переконати генерала Кхона (командуючого корейськими військами на острові) не робити поспішних дій відносно «Храму». Однак той, посилаючись на увагу США, що посилилась до даної справи, наказує збільшити швидкість робіт. Номаду ж Розенталь повідомляє про те, що решта членів експедиції перебуває на роботах у «Храмі». Раптово «Артефакт» оживає, загоряється яскраво-синім сяянням і вмикає систему самознищення, у результаті якої все головне приміщення розкопу різко охолоджується майже до температури абсолютного нуля. Доктор Розенталь гине, а Номада рятує його нанокостюм.
Із Штабу Номаду повідомляють про те, що уряд США розраховує на цей острів і щоб той пробирався в точку евакуації, де його підбере VTOL (англ. Vertical Take-Off and Landing — Літак вертикального злету та посадки). Номад повинен приєднатися до операції «вторгнення» на острів.

#### Assault (Штурм)
На борту VTOL'а Номад зустрічається з Психом, що вже доставив заручницю на «Конституцію».
Вторгнення армії США проходить не найкращим чином, однак вчасно скоординувавши дії основних сил із спец. групою «Хижак», їм усе ж удається зайняти гавань і потопити корейський крейсер. На VTOL'ах прибувають основні сили вторгнення та бронетехніка разом із майором Стріклендом. Психу Стрікленд дає особливе завдання та відправляє його на допомогу групі Альфа.

#### Onslaught (Наступ)
Американські війська за підтримки бронетехніки і авіації прориваються до підніжжя гори, де розташовується штаб військ КНДР, генерал Кхон і сам «Храм». Діставшись майже до самого підніжжя гори, Номад помічає, як у гору почали бити блискавки, які супроводжуються сильними підземними поштовхами, частковим обваленням гірської породи і неприродними механічними звуками. Із самої гори декілька разів вилітають роботи і атакують корейців.

#### Awakening (Пробудження)
Основні війська відстають від Номада, тому в шахти, що ведуть до «Храму», він спускається один, а невеликий загін десантників залишається охороняти вхід. Біля самого «Храму» Номад потрапляє до пастки корейського спецназу в нанокостюмах і особисто генералу Кхону. Той уже здогадався, що це не просто храм, а дещо більше — «нескінченне джерело енергії», як він уважає; і він не допустить, щоб це джерело дісталося американцям. Кхон змушує членів експедиції, що залишились, серед яких є і Єлена Розенталь, почати ланцюгову реакцію, здатну запустити «храм/джерело». Поштовхом до такої реакції повинен послужити спрямований вибух тактичного заряду біля входу до «храму\джерела». Єлена вмовляє Кхона не робити цього, та марно, — заряд підривають. Починаються сильні електромагнітні збурення, у результаті яких гинуть усі, крім Єлени, Номада та Кхона, якого Номад згодом убиває. Реакція, що розпочалась, призводить до руху всю товщу гори, і печера з «храмом» починає обвалюватись. Єлену все ж устигає підібрати VTOL, що прилетів вчасно, а Номада завалює. Оговтавшись, він вирішує просуватися вглиб гори через прохід, що утворився в «Храмі».

#### Core (Ядро)
Незабаром Номад розуміє, що це був зовсім ніякий не «храм», і не «нескінченне джерело енергії», а корабель прибульців, всередині якого не діє гравітація та панує дуже низька температура, біля −200 °F (-129 ° С). Там він зустрічає желеподібних інопланетян з досить специфічною будовою тіла та манерою пересування (відсутність гравітації напряму вплинула на їх розвиток). Мандруючи кораблем, він записує все на вбудовану в костюм аудіо-відеокамеру, і збирає немало корисних відомостей, зокрема про вторгнення, що готується інопланетянами. Воно розпочинається, коли Номад уже перебуває біля самого виходу.
Рівень «Core» був доданий ігровим журналом «Ігроманія» до десятки найкращих ігрових моментів 2007 року та зайняв у списку третє місце, поступившись першими двома місцями моментам із ігор Call of Duty 4 та BioShock. Журналісти так прокоментували цей рівень: «Ось уже три години ви носитеся sandbox-джунглями, усе це починає неабияк стомлювати. І тут гра неочікувано поміщає вас усередину величезної скелі, яка насправді ніяка не скеля, а база прибульців. Де до того ж не працює гравітація. Дві години чистого концентрованого захвату».

#### Paradise Lost (Втрачений рай)
Вибравшись, Номад виявляє закляклі, покриті снігом джунглі. Вийшовши на зв'язок, Стрікленд розповідає, що гору/корабель прибульців оточує якась льодяна сфера, із якої часто вилітають непізнані літаючі об'єкти і атакують війська. Він також повідомляє про те, що війська армії США йдуть із острова і Номаду також слід забиратися зі сфери у зону евакуації. Температура в сфері, за приблизною оцінкою, біля −200 °F (-129 ° С), вижити без костюма там неможливо. Біля залишків одної з на смерть замерзлих груп морпіхів Номад зустрічається з Пророком, що якось незрозуміло залишився в живих, та ще й з модифікованою інопланетною зброєю в руках. Однак костюм Пророка був сильно пошкоджений в бою. Разом вони вибираються зі сфери через міст і приєднуються до групи морських піхотинців, що вижила, яка розмістилась біля зовнішнього краю «Льодяної сфери» відразу за мостом.

#### Exodus (Вихід)
Зв'язавшись по рації зі Стріклендом, морпіхи і Номад з Пророком отримують наказ відступати до узбережжя. Під час поїздки на джипах через постійні атаки інопланетних роботів гинуть всі морські піхотинці, а Номад і Пророк, що вижили, залишаються свідками аварії VTOL'а з Єленою на борту.
Витягнувши Єлену з-під уламків під ворожим вогнем, Пророк разом із Єленою летять на евакуаційному VTOL'і, а Номад і прибулий загін морських піхотинців залишаються їх прикривати. Номад вирушає на основну базу американських морпіхів на острові, де зустрічається з майором Стріклендом. Тут, під неперервним ворожим вогнем, відбувається евакуація залишків американських військ із острова. Номад відлітає на останньому евакуаційному VTOL'і, а майор Стрікленд залишається й гине, намагаючись затримати величезного інопланетного робота-павука, що поривався знищити рятувальні VTOL'и.

#### Ascension (Підйом)
Під час польоту Номада на VTOL'і відбувається атака інопланетян і Номад змінює загиблих пілотів. Пілотуючи підбитий VTOL, Номад виконує накази командира авіаланки і летить на «Конституцію».
Під час польоту Номад стає свідком драматичного відступу військ США з острову, яке проходить у хаосі та паніці: деяких забувають, деякими жертвують, деяких елементарно кидають.

#### Reckoning (Підсумок)
На авіаносці «Конституція» Номад зустрічає Психа, що доставив на авіаносець одного з роботів-прибульців. Єлена Розенталь розповідає, що механізми прибульців живляться енергією з будь-яких джерел, чи то блискавка чи атомний вибух. Також Єлена повідомляє, що інопланетні машини (не самі прибульці) спілкуються за допомогою електронних сигналів, і їй вдалося виявити сигнал, який вони видають при підзарядці, — він охороняє їх від перевантаження.
Номад вирушає до технічного відсіку, де зустрічається з Пророком. Там же Єлена установлює на нанокостюм Номада імітатор сигналу прибульців, але зі зворотною полярністю, який повинен порушувати роботу інопланетних механізмів. Псих висловлює недовіру до Пророка, а особливо до його здібності використовувати зброю прибульців, недоступну іншим.
Запис Номада, зроблений на кораблі прибульців, викликає сильне зацікавлення командування. Адмірал Моррісон утаємничує Номада в деталі операції, що раніше були секретними. Військові вирішують завдати ядерного удару по сфері, проти чого заперечує Єлена Розенталь. Моррісон усе ж наказує завдати удару, посилаючись на вище командування. У цей час Пророк викрадає один із VTOL'ів і відлітає з авіаносця в напрямку сфери.
Результатом ядерного вибуху стає не знищення, а збільшення сфери, а також бурхливе розповсюдження інопланетних роботів за всіма напрямками, перший удар якого приймає на себе бойова група «Конституції». Під час битви ціною потоплення авіаносця знищується великий корабель прибульців. Псих, Номад і Єлена виживають (не в останню чергу завдяки роботу імітатору сигналу) і вирушають назад на острів на пошуки Пророка. На цьому гра закінчується.

### Збройні сили Сполучених Штатів

#### Спецназ Сполучених Штатів
Протагоніст, Номад, є членом групи «Хижак», яка сформована з бійців Дельти (SFOD-D — Special Forces Operational Detachment-Delta). Група складається із п'яти чоловік: Ацтек, Блазень, Псих, Кочівник (Номад, протагоніст) і Пророк (керівник групи). Справжні імена персонажів розкриті в редакторі Sandbox 2 Editor, який поставляється разом із грою. Ацтек і Блазень помирають майже в самому початку гри, і в живих залишаються лише троє. JSOC (англ. Joint Special Operations Command — Об'єднане Командування Спеціальних Операцій) є координатором загону, однак пізніше командування бере на себе персонал авіаносця «Конституція».
- 1-й лейтенант Джейк Данн (англ. Jake Dunn), позивні — Кочівник (англ. Nomad): Протагоніст. Його обличчя не показується (за винятком концептуальних художніх праць) і він виконує завдання з цілеспрямованим запалом[70].
- Гарольд Кортез (англ. Harold Cortez), позивні — Ацтек (англ. Aztec): Убитий і скалічений разом із чотирма корейськими патрульними у самому початку гри.
- Мартін Хокер (англ. Martin Hawker), позивні — Блазень (англ. Jester): Коли група «Хижак» найшла заморожений корабель у глибині джунглів далеко від берега, Блазень був атакований і захоплений інопланетним механізмом, який потяг його в джунглі. Скалічене тіло Блазня було знайдене недалеко від корабля.
- Сержант Майкл Сайкс (англ. Michael Sykes), позивні — Псих (англ. Psycho): Раніше був співробітником британської SAS (англ. Special Air Service — Спеціальна Авіадесантна Служба), пізніше приєднався до сил Delta Force. Має тенденцію використовувати британську профанацію й витатуював символи відзнаки SAS на своїй потилиці. Є протагоністом в аддоні Crysis Warhead.
- Майор Лоренс Бернс (англ. Laurence Barnes), позивні — Пророк (англ. Prophet): лідер загону «Хижак». Він, також, як і Блазень, був викрадений інопланетним механізмом, однак його тіло не було знайдене. Після викрадення, командування загоном бере на себе майор Стрікленд. Пророк дивним чином знову з'являється в грі в той момент, коли Номад покинув космічний корабель прибульців, однак його поведінка дивна. Він зумів незрозуміло як використовувати і перенастроювати під себе інопланетну зброю, і, здається, йому притаманне більш глибоке розуміння техніки прибульців, ніж кому-небудь ще. У кінці гри Пророк за не зовсім зрозумілими причинами втікає з авіаносця та повертається на острів.

#### Корпус морської піхоти Сполучених Штатів
Під керівництвом майора Стрікленда, U.S.M.C. (англ. United States Marine Corps — Корпус Морської піхоти Сполучених Штатів) поставляв більшу частку наземної військової техніки і морських піхотинців під час конфлікту. Мобільний штаб U.S.M.C. розташований на головному кораблі морської ударної групи ВМС США, авіаносці «Конституція» і розгортає наступальні сили на острові за допомогою великої кількості VTOL. Майор Стрікленд приймає командування місією після викрадення Пророка, однак сам гине в бою: щоб відволікти інопланетну машину від евакуаційних VTOL'ів, він навмисне залишається.

#### Флот Сполучених Штатів
Адмірал Річард Моррісон (англ. Richard Morrison) керує авіаносним ударним з'єднанням, що складається із декількох кораблів Військово-Морського Флоту США на чолі з авіаносцем «Конституція». Саме на головному кораблі, «Конституції», відбуваються дії останнього епізоду. Після того, як реактивний винищувач-бомбардувальник F-35C завдає удару по інопланетній сфері ядерною ракетою, величезну кількість інопланетної техніки знищує морське авіаносне ударне з'єднання. Авіаносець «Конституція» зазнає атаки величезного інопланетного механізму та тоне. У кінці гри Єлена повідомляє Номаду, що друга частина Військово-Морського флоту США прибуває із Японії і буде на місці конфлікту через декілька годин.

### Команда доктора Розенталя
Археологічна команда доктора Розенталя (англ. Rosenthal), що складається із п'яти чоловік, є членом «Міжнародної Археологічної Асоціації». У склад команди, крім Розенталя, входять його дочка Єлена (англ. Helena), Бадовскі (англ. Badowski), неназвана жінка з азіатською зовнішністю, а також ще одна людина, Метью Джексон (англ. Matthew Jackson). Команда перебуває на острові з метою пошуку та вивчення залишків древньої інопланетної раси. Розенталь раніше також знаходив залишки інопланетян у різних куточках планети. Після прибуття на острів команда потрапляє під владу генерала Кхона, який використовує їх у своїх цілях. Неназвана азіатка виявляється агентом ЦРУ, посланим для того, щоб таємно передавати інформацію американським військовим. Номад разом із Психом рятують її під час допиту, після чого Псих відводить її на авіаносець «Конституція». Бадовскі є першою жертвою: Пророк і Номад знайшли його труп із численними льодяними бурульками у спині. Доктор Розенталь гине на розкопу під час активації інопланетного апарата. Метью Джексон був застрелений у голову генералом Кхоном у присутності Єлени і Номада. Єлена виживає й, можливо, з'явиться в сиквелах гри.

### Армія Північної Кореї
На острові північнокорейську армію очолює генерал-полковник Рі Чан Кхон (англ. Ri Chan Kyong), відомий своїм звірством. У розпорядженні армії перебувають значні сили піхоти, військова техніка від джипів до танків, а також гелікоптери. Пізніше стає відомо, що генерал і його особиста охорона використовують нанокостюми, аналогічні тим, які використовують бійці Дельти.

### Прибульці
Діючи із масивного космічного корабля, самі прибульці мають обтічні тіла й «плавають» усередині свого корабля, на якому панує невагомість. Їх біомеханічні воєнні машини мають варіації від невеликих механізмів, здатних маневрувати у закритих приміщеннях, до величезних роботів, здатних наносити руйнування своїми кінцівками. У кінці гри можна спостерігати тисячі інопланетних механізмів, що говорить про глобальний план вторгнення на Землю.
Усі технології прибульців так чи інакше пов'язані з дуже низькими температурами. Так, більшість їх зброї або заморожує ціль, або випускає в неї велику кількість льодяних бурульок на високій швидкості. Ця зброя не потребує боєприпасів, однак їй необхідний час «на охолодження» після тривалого періоду непереривної стрільби. У прибульців є й інші типи зброї, такі як науково-фантастична «пушка сингулярності», чи традиційніші зразки, такі як леза та шипи, безпосередньо вбудовані в їх бойові машини. Деякі неброньовані прибульці, які зустрічаються Номаду на інопланетному кораблі, використовують бластери із традиційним науково-фантастичним дизайном.

## Ігровий рушій
Crysis використовує новий ігровий рушій — CryEngine 2 — який є наступником CryEngine, що використовується в грі Far Cry. CryEngine 2 — один із перших рушіїв, що використовують Direct3D 10 (графічний підрозділ DirectX 10), однак він також підтримує DirectX 9 як на Windows Vista, так і на Windows XP.
Рой Тейлор (англ. Roy Taylor), Віце-президент Відділу відносин по інформаційному наповненню в NVIDIA, говорив щодо складності рушія, заявляючи, що в Crysis є більш ніж мільйон рядків програмного коду, 1 Гбайт текстурних даних і 85 000 шейдерів.
Незабаром після випуску демонстраційної версії гри деякі ентузіасти помітили, що редагуючи файли конфігурації, більшість «дуже високих» параметрів настройки графіки (звичайно зарезервованих тільки для DX10 і, відповідно, Windows Vista) можна активувати і під DX9 і Windows XP. «Дуже високий» графічний режим DX9 виглядає майже ідентичним режиму DX10, але з певними графічними особливостями, які неможливо правильно відтворити під DX9. До них належать, наприклад, розмитість зображення об'єкта, що рухається (англ. Object Motion Blur).

## Редактор Sandbox 2
Crysis містить редактор Sandbox 2, дуже схожий на Sandbox 1, що використовувався в Far Cry. За допомогою Sandbox 2 можливо створити нові та редагувати наявні ігрові рівні. Підтримується створення як однокористувацьких, так і багатокористувацьких карт. Sandbox 2 дозволяє гравцеві легко створювати його власні рівні, бачачи все в режимі реального часу та в межах редактора. Гравець також може перейти до карти, над якою працює, у будь-який час і перевірити її. Crytek також використовувала Sandbox 2 для створення гри.
Як заявлено в посібнику, що супроводжує Sandbox 2, Windows XP Professional x64 Edition і Windows Vista x64 Edition є єдиними операційними системами, які офіційно підтримуються редактором. За словами Crytek, використовування 32-бітних систем може призвести до нестабільної роботи програми. Це пов'язано з низькою кількістю доступної віртуальної пам'яті — не більше 2 Гб на один процес.
Для розширення можливостей редактора Crytek випустила Crysis Mod SDK.

## Спеціальне видання
Спеціальне колекційне видання Crysis, з яким постачаються три диски, містить:
- залізну упаковку «Steelbook box» (не доступна в американській версії гри);
- DVD з грою Crysis;
- Бонус-DVD (англ. Crysis Bonus Content DVD), у який входить:
  - короткометражні фільми «Making of Crysis» та «Meet the Developers»;
  - початкове концепт-відео Crysis;
  - додаткові «ключові трейлери»;
  - показ змін у художніх і концептуальних роботах під час розробки;
  - скриншоти у великій роздільності;
  - (англ. Storyboards)
- CD з оригінальним саундтреком від композитора Інона Зура.
- 28-сторінкове керівництво до гри;
- книга з концепт-артами на 16 сторінок;
- ексклюзивний транспортний засіб — бронетранспортер-амфібію (доступна в мультиплеєрі);[44][46]

## Саундтрек
Саундтрек до Crysis був створений композитором Іноном Зуром (англ. Inon Zur). Спочатку він був доступний тільки у складі спеціального видання. Однак із 29 січня почались он-лайнові продажі саундтрека в он-лайн-магазині iTunes Store, а також на сайті Sumthing Digital. Також саундтрек доступний у роздрібному продажі під лейблом Sumthing Else Music Works (номер у каталозі: EAE08805903D2).
У Crysis немає фіксованого списку композицій, оскільки використовується динамічна музика. На відміну від безлічі ігрових компаній, Crytek не зашифрувала свою музику, а просто заархівувала всі треки у окремий файл, який є простим ZIP-архівом. В інтерв'ю з композитором стали відомі факти про час роботи над саундтреком і виконаний об'єм роботи. Для гри і роликів було написано приблизно 90-100 хвилин музики, на створення якої пішло близько року.
У записі саундтрека брав участь Північно-західний Симфонічний Оркестр (англ. Northwest Sinfonia Orchestra) у Сіетлі. Диригентом оркестру був Саймон Джеймс (англ. Simon James), а оркестровою обробкою займався Пол Тейлор (англ. Paul Taylor).
Процесом мікшування, зведенням та продюсуванням саундтрека займався Дорі Амариліо (англ. Dori Amarilio). Рід Радді (англ. Reed Ruddy) був звукоінженером. Запис саундтрека проводився у Сіетлі, на студії «London Bridge Studios».
«Здатність Інона Зура описати складну ситуацію через музику є надприродною, — заявив Джозеф Зайонк (англ. Joseph Zajonc), аудіодиректор у Crytek. — Він захоплює взаємовідносини між людьми і внутрішні конфлікти і надає музичну підтримку для цих сценаріїв із чутливістю й упевненістю в своїх композиціях».
У конкурсі «Найкращі 36 саундтреків 2007 року», який проводився сайтом Game-OST, Crysis Special Edition Soundtrack посів передостаннє, 35-е місце.
На виставці Games Convention 2008, яка проводилась у Лейпцигу, 20 серпня 2008 року проходив концерт за участю Crytek, на якому були присутні деякі саундтреки із гри.
| Список композицій (1:04:38) | Список композицій (1:04:38)   | Список композицій (1:04:38) |
| #                           | Назва                         | Тривалість                  |
| --------------------------- | ----------------------------- | --------------------------- |
| 1.                          | «By a Thread»                 | 1:31                        |
| 2.                          | «First Light»                 | 3:25                        |
| 3.                          | «Terminal»                    | 4:06                        |
| 4.                          | «The Nexus»                   | 3:18                        |
| 5.                          | «Infiltration»                | 3:09                        |
| 6.                          | «Sometimes You Lose»          | 1:42                        |
| 7.                          | «Legion»                      | 3:05                        |
| 8.                          | «Strickland's March»          | 2:53                        |
| 9.                          | «Reactor»                     | 2:51                        |
| 10.                         | «Grave Danger»                | 3:37                        |
| 11.                         | «Trespass»                    | 3:21                        |
| 12.                         | «Knee Deep»                   | 2:39                        |
| 13.                         | «Loss of Pressure»            | 2:32                        |
| 14.                         | «Shotgun»                     | 3:08                        |
| 15.                         | «Guardians»                   | 4:35                        |
| 16.                         | «Undercurrent»                | 3:07                        |
| 17.                         | «Sometimes You Win»           | 1:45                        |
| 18.                         | «Gaining Ground, Losing Time» | 2:57                        |
| 19.                         | «Only a Way In»               | 2:31                        |
| 20.                         | «Scavengers»                  | 3:34                        |
| 21.                         | «Prophet's Bridge»            | 3:14                        |
| 22.                         | «Pyrrhic Victory»             | 1:38                        |

## Розробка та підтримка гри

### Етимологія назви гри

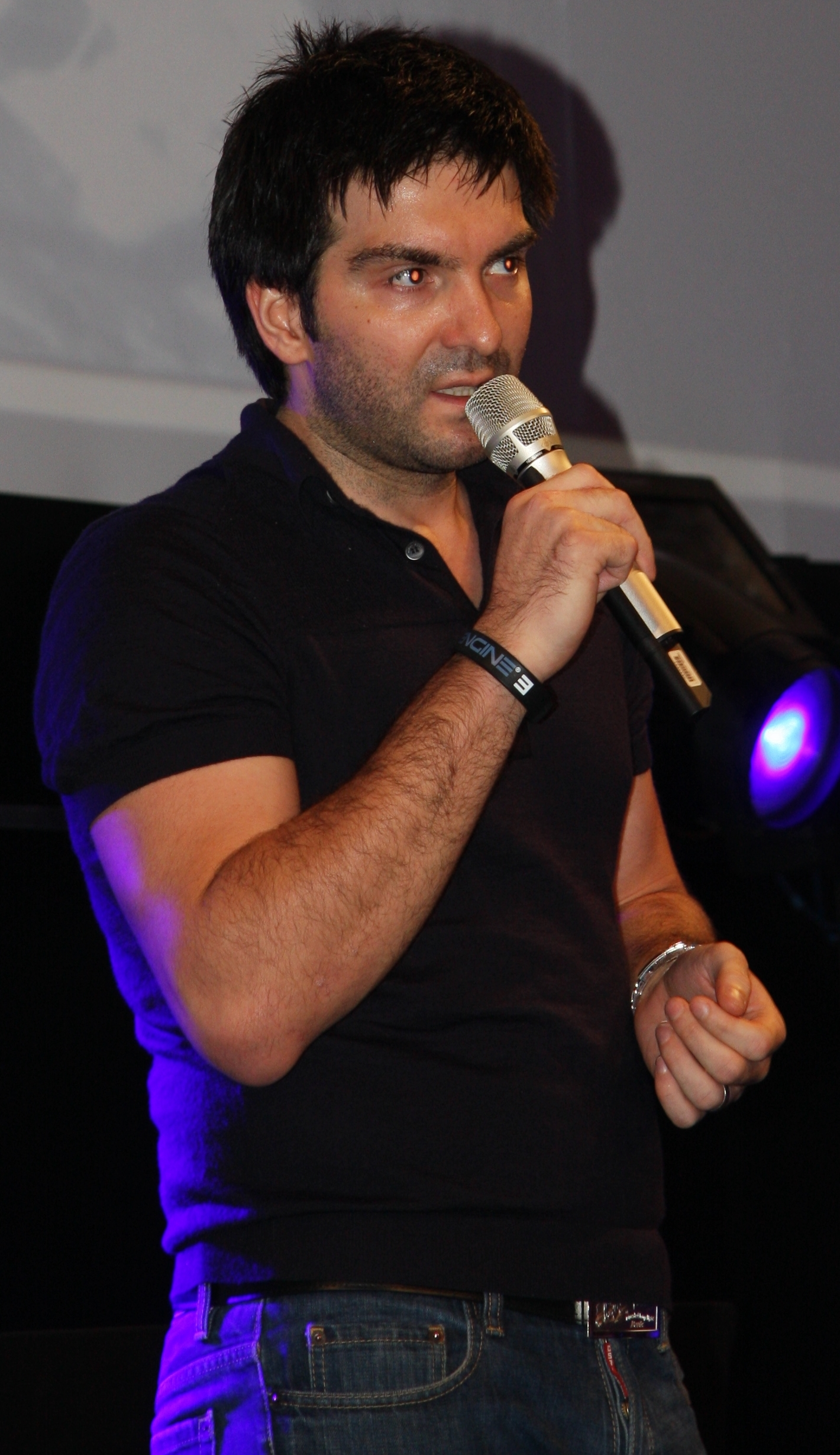
Джеват Єрлі (Cevat Yerli).

Слова Crysis у англійській мові не існує. Однак воно асоціюється із словом «crisis» — «криза».
Виконавчий директор і засновник Crytek Джеват Єрлі (англ. Cevat Yerli) в інтерв'ю з журналістами «Відеоманії», відеододатком журналу «Ігроманія», на запитання про походження назви гри відповів наступне:
| Ліві лапки | Ми з братами вирішили, що в назві нашої другої гри обов'язково повинно міститися «cry». Обов'язково. Це наче як наша торгова марка. Можливо, комусь це видасться смішним, але гру Crytek завжди можна буде впізнати за назвою. Ну й взагалі, до чого призводить вторгнення прибульців: до страху, жаху, руйнуванням. Як це назвати одним словом — криза, звідси — Crysis. Взагалі ж назва прийшла в голову й нам, і працівникам маркетингового відділу Electronic Arts, через це ми навіть хотіли відмовитись від назви, як від надто очевидної, але потім подумали і вирішили, що кращого саме нам для нового проєкту не знайти. Взагалі, ідеальна назва, інакше як кризою, те що твориться в грі, не назвеш. | Праві лапки |

### Хронологія розробки гри
Перша згадка про розробку Crysis датується 23 липня 2004 року, коли між Electronic Arts і Crytek була підписана угода про співпрацю й про те, що EA буде видавцем нового тоді ще не анонсованого франчайзу від Crytek. «Німецький розробник створить повністю новий ігровий франчайз для ПК, який буде оснований на новій інтелектуальній власності», — говориться в пресрелізі.
23 січня 2006 року Crytek офіційно анонсує свою другу комерційну комп'ютерну гру — Crysis. Тоді ж стало відомо про те, що Crysis буде оснований на новому ігровому рушії від Crytek — «CryEngine 2». Разом із анонсом стали відомі основа сюжету, характерні геймплейні особливості гри, включаючи нанокостюм, інформація про мультиплеєр, технологічні особливості та плановані системні вимоги гри. Початкова дата виходу була запланована на кінець 2006 року.
У березні 2006 року було оголошено, що через здвиг дати випуску Windows Vista на січень 2007 року, дата виходу Crysis відповідно також здвигається на початок 2007 року.
У квітні 2006 року Crytek і Electronic Arts у Лондоні провели закриту демонстрацію Crysis для ігрових журналістів, куди також були запрошені співробітники російського журналу «Ігроманія».
23 травня 2006 року Crysis демонструвався на виставці E3 2006, де завоював безліч нагород і призів.
Crysis демонструвався на міжнародній виставці ігор Games Convention 2006, яка проводилась у серпні в Лейпцигу. На виставці Бернд Дімер, старший гейм-дизайнер Crytek, повідомив, що консолі сьомого покоління не підходять для Crysis через свої апаратні обмеження.
На початку листопада 2006 року Crysis демонструвався на виставці ІгроСвіт (рос. ИгроМир) 2006, яка відбувалася в Москві.
Також на початку листопада 2006 року Electronic Arts вдруге зсунула дату випуску Crysis, перенісши його на новий фінансовий рік, який почався 1 квітня 2007 року. Точніша дата виходу не була вказана.
1 липня 2007 року Electronic Arts відкрила офіційний сайт Crysis. Дата виходу була назначена на вересень 2007 року.
Однак наприкінці липня дата виходу гри була знову зміщена, цього разу на листопад 2007 року.
1 серпня 2007 року Crysis демонструвався на виставці E3 2007, де від ігрових критиків йому була присуджена нагорода «Найкраща ПК-гра». Після E3 видавець Electronic Arts оголосив точну дату виходу гри — 16 листопада 2007 року.
27 серпня 2007 року на виставці Games Convention 2007 Crysis завоював декілька нагород, включаючи основну нагороду виставки — «Найкраща гра на Games Convention» у категорії «Ігри для ПК».

### Цікаві факти про процес розробки гри
На ранньому етапі розробки гри, коли ще не був готовий ні рушій, ні ігровий контент, Crytek запросила в Electronic Arts візуальний концептуальний бенчмарк, який би демонстрував гру та показував її базові особливості та можливості. Створення цього відео було доручено відомій компанії Blur Studio, яка спеціалізується на створенні комп'ютерної анімації та спецефектів до кінофільмів та ігрових роликів. Готове відео, яке задовольняло вимоги Crytek, отримало назву «Core-X» і розповсюджується на бонусному диску, що входить до складу колекційного видання гри.
На ранньому етапі створення гри команда розробників Crytek їздила на острів Таїті, де фотографувала та знімала на відео безліч елементів рослинності, ландшафту та різних природних об'єктів для їх інтеграції в Crysis.
Згідно з Джеватом Єрлі, на створення концептуальної моделі інопланетних істот було витрачено більша кількість ресурсів, грошей і часу компанії, ніж на всі інші моделі. Згідно з Михайлом Хаімзоном, кількість концептуальних моделей і ескізів, створених для зображення інопланетян, обчислюється сотнями.

### Вирізані об'єкти і моменти
Згідно з дизайн-документом зі сценарієм гри, найденим в передрелізній демоверсії, численних відеороликах, прев'ю (передогляд), а також завдяки випущеному фільму «The Making of Crysis» (укр. Створення Crysis), можна частково описати все те, що за невідомих причин не увійшло до фінальної версії гри.
Нанокостюм, центральний елемент геймплею гри, зазнав безлічі змін функціональності, компоновки і дизайну в процесі свого створення. Згідно з розробниками, спочатку планувалось зробити модульний нанокостюм. Гравець на початку сюжетної кампанії повинен був мати доступ лише до базового нанокостюму, що не має специфічних можливостей. Надздібності нанокостюма, типу сили або невидимості, повинні були набуватись гравцем шляхом апгрейду поступово в процесі проходження кампанії.
У кінцевій версії Crysis суттєво зменшений і скорочений сюжет. Так, на початку гри протагоніст повинен був перебувати у тренувальному таборі, розташованому на воєнній базі США. Тут він повинен був зустрітися з деякими членами загону «Хижак», а також отримати нанокостюм. Після цього, згідно з сюжетом, слідують тренування й навчання: базове ознайомлення з нанокостюмом, вогняна підготовка, рукопашний бій із застосуванням можливостей нанокостюма, тактичні бойові дії з використанням можливостей нанокостюма, а також уроки пілотування на VTOL'і. Тільки після цього група «Хижак» на літаку летить до островів Лінгшан.
Також в остаточній версії гри змінена послідовність розвитку сюжету. Ігровий сюжет повинен був умовно ділитися на три частини. Перша частина — війна в джунглях із північнокорейцями й активізація прибульців; друга частина — інцидент на авіаносці; третя частина — події на кораблі прибульців. Більше того, у грі повинен був бути частково нелінійний сюжет. Передбачалося, що в сюжеті гри будуть залучені китайські війська.
Спочатку передбачалося, що дія гри буде проходити на островах Спратлі, які перебувають в Південно-Китайському морі і складаються із близько 100 дрібних островів. Дані острови насправді мають напружену політичну обстановку, тому що їхня територія оскаржується відразу шістьма державами: Китаєм, Тайванем, В'єтнамом, Малайзією, Філіппінами і Брунеєм. Однак у фінальній версії гри дія відбувається на вигаданих островах Лінгшан, які перебувають у Філіппінському морі.
У збройовому арсеналі міг бути присутнім ще один тип патронів — тактичний. Тактичними кулями протагоніст повинен був «позначати» ворога, після чого місце розташування «позначеного» ворога відмічається на міні-карті. Також ці кулі можуть присипляти й убивати ворогів.
Принаймні одна стрілецька зброя була вирізана із гри. Цією зброєю стала вигадана корейська автоматична гвинтівка MPXA, виконана за схемою «буллпап». Цю гвинтівку в руках корейських солдатів можна часто помітити на ранніх відеороликах гри. По зовнішньому вигляду MPXA сильно нагадує існуючу в реальності китайську автоматичну гвинтівку QBZ-95/97 (Тип 95/97).
Сам геймплей ігри повинен був бути іншим, згідно з ранніми передоглядами. Напарники протагоніста не повинні були гинути згідно зі скриптами і поворотами сюжету, а залежно від ігрової ситуації й дій протагоніста. Вони повинні були мати «адаптаційний штучний інтелект». Це полягає в тому, що бойові товариші повинні повторювати тактичні дії й поведінку гравця. Якщо, наприклад, гравець атакує базу ворога, то й товариші по службі роблять те ж саме без спеціальних команд, даних їм. Якщо протагоніст веде гру в режимі «стелс», використовує режим невидимості й збройові глушники, то й напарники повинні повторювати ці дії й стиль гри протагоніста самостійно, без яких-небудь вказівок з боку гравця. Якщо ж напарник гинув під час гри, то потім він не «воскресав» і не відновлювався. Більше того, смерть напарників, згідно з ранніми прев'ю, могла змінити розвиток сюжету.
У «режимі сили» протагоніст повинен був мати можливість виривати стаціонарні кулемети й користуватися ними. Планувалося, що в грі будуть присутні такі природні катаклізми, як смерчі, торнадо і землетруси. І хоча в кінцевій версії гри присутні більшість вищезгаданих катаклізмів, однак вони реалізовані далеко не повністю й не так, як планувалося. У редакторі рівнів Sandbox 2, який поставляється разом із грою, усі ці природні ефекти мають «повну» функціональність, недоступну в грі.

### Бета-версія
Спочатку Crytek запустила закрите багатокористувацьке бета-тестування гри й надавала деяким ігровим журналістам, включаючи журналістів «Ігроманії» брати участь у ньому.
На початку жовтня 2007 року почалося відкрите багатокористувацьке бета-тестування Crysis. Ключі надавалися безкоштовно на сайті FilePlanet.com зареєстрованим учасникам.

### Демоверсія
27 серпня 2007 року Crytek оголосила, що однокористувацька демонстраційна версія буде випущена 25 вересня, однак дату було відсунуто до 26 жовтня. У демоверсії був присутній майже весь перший рівень одиночної кампанії «Contact», мультиплеєрна карта «Shore», а також редактор Sandbox 2. Демоверсія мала розмір 1.8 Гб і підтримувала як DX9, так і DX10.
26 жовтня Crytek оголосила, що демонстраційна версія знову відкладається мінімум на 1 день і випустила її 27 жовтня.
Однак, через помилку завантажити демоверсію безпосередньо із серверів Electronic Arts можна було раніше запланованого строку.

### Вихід гри
30 жовтня 2007 року Crysis був відправлений у тиражування (на золото).
Crysis був випущений 13 листопада 2007 року у Північній Америці, 15 листопада в Австралії, 16 листопада у Європі, 23 листопада у Новій Зеландії й 29 листопада у Японії.
12 вересня 2008 року компанії Crytek і Valve анонсували своє рішення про те, щоб випустити ігри Crysis і його аддон «Crysis Warhead» (разом з «Crysis Wars») через інтернет-сервіс цифрової дистрибуції Steam. Можливість попереднього замовлення цих ігор стала доступна в цей же день. Ігри стали доступні для завантаження вже 18 вересня 2008 року. Ціна на Crysis становить $39,99

.

### Продажі, зломи й бюджет гри
Згідно з агентством NPD Group, за перші 18 днів продажів з моменту офіційного релізу Crysis на території США розійшовся тиражем в 86 633 копій. Однак 1 лютого 2008 року під час конференції EA Q3 2008 Earnings Conference Call було заявлено, що в усьому світі продано більш 1 мільйона копій гри Crysis у фінансовому кварталі. Також важливо зауважити, що Crysis якийсь час перебував у десятку найбільш продаваних комп'ютерних ігор, а серед ігор для PC перебував на перших місцях.
27 червня 2008 року кількість проданих копій гри перевищила 1,5 мільйони екземплярів.
Навіть через рік після випуску Crysis продовжує іноді з'являтися в десятку найбільш продаваних комп'ютерних ігор за тиждень. Наприклад, за 22-28 вересня 2008 року Crysis, згідно з агентством NPD Group, посів десяте місце по продажах комп'ютерних ПК-Ігор на території США. І це попри те, що 18 вересня в продаж надійшов аддон Crysis Warhead.
У середині січня 2009 року компанія NPD Group підготувала звіт про найпродаваніші ПК-Ігри за весь 2008 рік на території США. У цьому списку Crysis займає 17-е місце, випереджаючи Left 4 Dead і The Orange Box.
29 квітня 2008 року популярний ігровий журнал PC Play взяв інтерв'ю у Джевата Єрлі. У цьому інтерв'ю Єрлі заявив, що Crytek більше не буде випускати винятково ПК-ексклюзиви. Це пов'язано, за його словами, з комп'ютерним піратством для гри Crysis. Усі наступні ігри будуть кросплатформовими. Оригінальний текст

:

Запитання: Як Ви оцінюєте поточний стан індустрії ПК-Ігор? Дехто каже, що її вимирання — це лише справа часу, інші ж затверджують, що індустрія ПК-Ігор усього лише сповільнила темпи. Розглядаючи Crysis як ексклюзивну ПК-Гру, що Ви думаєте про її ринковий прийом і її майбутнє? Скептики сказали б, що випуск такої дорогої й висококласної гри тільки для персональних комп'ютерів є досить небезпечним рішенням.
Відповідь: І це правда. У цей час ми страждаємо від величезного піратства, яке охопило Crysis. Ми займаємо лідируючі позиції в піратських чартах продажів, що є небажаним. Я вважаюся, що основною, базовою проблемою PC-Геймінгу є саме піратство. Піратські ігри невід'ємно руйнують платформу ПК. Аналогічні ігри на ігрових консолях продаються в 4—5 разів краще. Це був великий урок для нас, і я вірю, що ми більше не будемо випускати в майбутньому ПК-Ексклюзиви на зразок Crysis. Ми будемо продовжувати підтримувати платформу ПК, але більше не як ексклюзивну.
Оригінальний текст (англ.)
Question: How do you estimate the current state of the PC gaming industry? Some say that it's only a matter of time when it's going to finally die-off, the others say that "the big one" is only getting its comeback pace. Considering Crysis is a Pc-exclusive title, what do you think of its market reception and its future? Skeptics would say that it's pretty risky going Pc-exclusive with such a high-profile title.
Answer: It is certainly. We are suffering currently from the huge piracy that is encompassing Crysis. We seem to lead the charts in piracy by a large margin, a chart leading that is not desirable. I believe that's the core problem of PC Gaming, piracy.  To the degree PC Gamers that pirate games inherently destroy the platform. Similar games on consoles sell factors of 4-5 more. It was a big lesson for us and I believe we wont have PC exclusives as we did with Crysis in future. We are going to support PC, but not exclusive anymore.

8 грудня 2008 року сайт GameSpot на основі даних із різних блогів, зокрема «Torrent Freak», склав список найскачуваних через торент ігор за 2008 рік. У цьому списку Crysis посів 4-те місце. За даними GameSpot, він був завантажений близько 940 000 раз
.
19 серпня 2008 року став відомий бюджет Crysis. На конференції «Games Convention Developers Conference», яка передує Games Convention і є конференцією для розробників ігор, Джеват Єрлі у своїй доповіді згадав бюджет Crysis, який склав € 15 млн ($22 млн за курсом того часу). Він також додав: «Якщо б гра не була прибутковою, я б не зміг стояти тут».

### Пакети карт

#### Crysis Tournament Map Pack
24 грудня 2007 року Crytek випустила Crysis Tournament Map Pack — набір карт для мультиплеєра. Усі карти були перевірені відділом якості Crytek і професійними командами: [00] — Die Doppelnullen, GT — Globalteam.esports і N! — Ninth Gaming. До складу пакету входять 5 карт:
- Desolation (укр. Спустошення)
Режим гри: Power Struggle.
- Crossroads (укр. Перехрестя)
Режим гри: Power Struggle.
- Training (укр. Навчання)
Режим гри: Power Struggle.
- Excavation (укр. Розкопки)[148]
Режим гри: Instant Action
- Terminal (укр. Термінал)
Режим гри: Instant Action

#### Crysis Community Mappack #1
23 квітня 2008 року співтовариство порталу CryMod.com разом із німецьким ігровим кланом [00] — Die Doppelnullen випустило пакет з десяти мультиплеєрних карт під назвою Crysis Community Mappack #1 -Welcome To The Jungle. У цьому пакеті 5 карт призначені для режиму Power Struggle, інші п'ять — для Instant Action. Частина карт є переробленими картами, включеними у гру й Tournament Map Pack, деякі є картами для Far Cry, адаптованими для Crysis, а деякі є повністю новими. Crysis Community Mappack #1 — перший «напівофіційний» пакет карт, який був підтриманий розробником. Список карт:
Instant Action
- Old Mine by Sirrobs
- War Forest by kornseb83
- Crossroad by Sirrobs
- Jungle by Douchebagman
- mp_surf by Marc Wenzel

Power Struggle
- Training_f by Kloppi87
- Outpost2 by melcom
- Tremor by sebotronik
- Rock by Edolsian
- Inlet by Edolsian

#### King of the Hill
24 травня 2008 року менеджер по зв'язку із громадськістю Crytek — c4Te, разом з ігровим кланом 00 — Die Doppelnullen випустили другий «напівофіційний» пакет мультиплеєрних карт для Crysis — [00] King of the Hill Map Pack #1 (Koth). У цей пакет увійшли тільки карти, призначені для режиму Powerstruggle. Список карт:
- Koth_Industrial
- Koth_Orangebox
- Koth_Desolation
- Koth_Outpost
- Koth_Terminal

### Пакети виправлень
Патч 1.1
8 січня 2008 року Crytek випустила перший патч до гри, у якому оптимізувала графічний рушій гри. Були додані розширені налаштування графіки — керування рівнем розмиття при русі (англ. Motion blur) і вертикальною синхронізацією. Також були усунуті дрібні помилки й трохи допрацьований геймплей.
Патч 1.2
Другий патч вийшов 6 березня 2008 року. Крім оптимізації були внесені виправлення в усі розділи гри. Розробники додали можливість завантажувати з меню гри аматорські карти й модифікації. Раніше для цього гравці використовували консоль або спеціальні програми. Також був змінений ігровий баланс в синглплеєрі й мультиплеєрі, додані нові візуальні ефекти.

Патч 1.21
19 березня 2008 року Crytek випустила швидке виправлення до другого патчу. Цей патч установлюється поверх пакета виправлень 1.2 і впливає на мережеву безпеку, роблячи багатокористувацьку гру стабільнішою.
Патч 1.3
3 квітня 2008 року, в Crysis Weekly Update #10 був офіційно анонсований патч 1.3.
 Про новий патч було відомо лише те, що крім виправлень і вдосконалення балансу сил, будуть додані й нові функції. 2 червня 2008 року розробники гри в першому випуску Crysis Monthly Update повідомили про припинення роботи над патчем 1.3, не вказавши при цьому причини скасування. 5 червня 2008 року, під час анонсу гри Crysis Warhead, розробники пояснили, що робота над даною грою і є причиною для припинення роботи над патчем 1.3 для Crysis.

### Crysis Mod SDK
Crysis Mod SDK (повна назва — Crysis Mod Software Development Kit) — це набір додаткових інструментів для створення модифікацій до Crysis (компілятор ресурсів, FMOD для роботи зі звуком, плагін Polybump, експортер моделей в 3DS Max 8, 9 тощо). Crysis Mod SDK розширює можливості редактора Sandbox2. Реліз Crysis Mod SDK версії 1.0 відбувся 22 лютого 2008 року.
Перша версія Crysis Mod SDK має у своєму складі інструментальні засоби й приклади, які необхідні моддерам, щоб експортувати їхні власні об'єкти у редактор Sandbox2, який дозволяє їм створювати закінчені нові рівні й модифікації з видатним наповненням.
7 березня 2008 року, наступного дня після виходу патчу 1.2 до гри Crysis, був випущений Crysis Mod SDK версії 1.2. Crysis Mod SDK версії 1.2 є другим випуском і включає очікуваний вихідний текст Crysis. Із цим кодом можливо імпортувати власні функціональні можливості й особливості в гру. Також перероблений інсталятор для усунення деяких проблем і збільшення комфортабельності всього процесу установки. Також доданий Softimage|XSI плагІн у вигляді окремого заархівованого файлу, який іде з наборами прикладів.

### Crysis Weekly Update
Починаючи з 31 січня 2008 року, компанія Crytek випускала щотижневі звіти, присвячені підтримці й розвитку світу Crysis.
 Наприклад, у першому й наступних звітах була надана інформація про патч 1.2.
16 квітня 2008 року Crytek опублікувала дванадцятий щотижневий звіт. У цьому звіті Crytek заявила про припинення випуску тижневика Crysis Weekly Update і заміні його на щомісячник Crysis Monthly Update. Crytek пояснила це тим, що конкурс Intel/Crysis Mapping Contest уже закінчився, документація до Crysis Mod SDK оновлена й найважливіші патчі вже вийшли, то кількість інформації суттєво знизилася.

### Crysis Monthly Update
2 червня 2008 року компанія Crytek випустила перший щомісячний звіт Crysis Monthly Update #1, у якому зробила кілька важливих заяв, що стосуються підтримки гри Crysis. По-перше, Crytek призупинила розробку виділеного сервера Crysis для Linux на невизначений час. Аргументує цей факт Crytek тим, що розробники зіткнулися із серйозними труднощами під час розробки виділеного сервера, і стабільність коду поки перебуває на дуже низькому рівні.
Наступною новиною стала офіційна відмова Crytek від виходу патчу версії 1.3 для Crysis. Причини не пояснювалися, але як стало відомо пізніше, причиною була робота над продовженням Crysis Warhead.

### Intel Crysis Mapping Contest
Intel Crysis Mapping Contest (рос. Intel Crysis змагання карт; далі — ICMC) — конкурс, проведений компанією Crytek за підтримки компанії Intel, мета якого полягала в проведенні змагання моддерів на створення найкращої мультиплеєрної (багатокористувацької) або синглплеєрної (одиночної) карти для гри Crysis. Конкурс проводився на офіційному сайті підтримки Crysis CryMod.com; для нього розробники виділили окремий домен icmc.crymod.com. Конкурс ICMC почався 15 січня 2008 року. Брати участь у конкурсі міг кожен охочий незалежно від місця проживання. Для участі необхідно було завантажити на сайт CryMod.com створену карту. Також необхідною умовою конкурсу була наявність у номінованої карти офіційних логотипів компанії Intel.
Було проведено п'ять етапів оцінки створених карт, у результаті яких відсівалися гірші роботи. При цьому окремо оцінювалися мультиплеєрні й синглплеєрні карти. Мультиплеєрні карти оцінювалися за чотирма параметрам: видимість логотипа Intel (англ. Intel® logo visibility), розвага й геймплей (англ. Fun and gameplay), креативність (англ. Creativity) і «Найкращий рівень в режимі „Instant Action“ для кіберспортивних змагань» (англ. Best Instantaction E-Sport level). Синглплеєрні карти також оцінювалися за чотирма параметрам, які, однак, були трохи іншими, ніж для мультиплеєра: продуктивність і видимість логотипа Intel (англ. Intel® Performance and Visibility), розвага й геймплей (англ. Fun and gameplay), креативність (англ. Creativity) і найкращі катсцени (англ. Best Cutscene).
9 травня 2008 року були оголошені найкращі мультиплеєрні карти-переможниці, їх розробникам були вручені призи. 29 липня 2008 року Crytek скомпонувала 20 найкращих мультиплеєрних карт у пакет «Intel/Crysis Mapping Contest Multiplayer Map Pack».
18 червня 2008 року закінчилося прийом однокористувацьких робіт учасників і почалося оцінне голосування цих карт. Карти міг оцінити кожний охочий, для цього необхідно зареєструватися на сайті CryMod.com. 1 липня 2008 року голосування було закрите. 16 липня 2008 року були оголошені найкращі синглплеєрні карти-переможниці, їх розробникам були вручені призи. 30 вересня 2008 року Crytek, як і у випадку з мультиплеєрними картами, скомпонувала 11 найкращих одиночних карт у пакет «Intel/Crysis Mapping Contest Singleplayer Map Pack».

## Рецензії й нагороди

### Рецензії гри
| Агрегатор    | Оцінка            |
| ------------ | ----------------- |
| GameRankings | 91 % (57 оглядів) |
| Metacritic   | 91 % (56 оглядів) |

| Видання                    | Оцінка    |
| -------------------------- | --------- |
| 1Up.com                    | B+ (80%)  |
| Edge                       | 90 %      |
| Eurogamer                  | 9/10      |
| Game Informer              | 9/10      |
| Game Players               | 4,5/5     |
| GamePro                    | 4.75/5    |
| GameRevolution             | A- (91 %) |
| GamesMaster                | 89 %      |
| GameSpot                   | 9.5/10    |
| GameSpy                    | 4.5/5     |
| GameTrailers               | 8.8/10    |
| IGN                        | 9.4/10    |
| PC Gamer (Велика Британія) | 92 %      |
| PC Gamer (США)             | 98 %      |
| PC Zone                    | 92 %      |
| Pocket Gamer               | 9,0/10    |
| X-Play                     | 3/5       |

Американська версія журналу PC Gamer у різдвяному випуску 2007 року оцінила Crysis на 98 %. Ця оцінка є однією з найвищих, які журнал колинебудь присуджував. На думку редакторів журналу, Crysis — проєкт одного рівня з Half-Life 2 і Sid Meier's Alpha Centauri. Британське видання журналу, у свою чергу, присудило грі 92 %, описуючи гру як «захоплюючу й красиву науково-фантастичну епопею».
Всесвітньо відомий популярний ігровий ресурс GameSpot дуже позитивно й тепло відгукнувся про гру, давши їй високу оцінку в 9,5 балів із 10. Журналіст Джейсон Окампо, що писав огляд гри, похвалив динамічний і непередбачуваний шутерний геймплей, незрівнянну графіку, руйноване оточення, високий рівень реіграбельності та приголомшливе загальне виконання гри. Також журналіст тепло відгукнувся про мультиплеєрний режим «Power struggle», назвавши його сумішшю з Battlefield, Counter-Strike і можливостей нанокостюма. До мінусів оглядач прирахував відсутність мультиплеєрного режиму «team deathmatch», незакінчену сюжетну кампанію й високі системні вимоги. «Crysis є візуально приголомшливою грою, яка наповнена захопливим і інтелектуальним геймплеєм, і просто є одним з найкращих шутерів з коли-небудь зроблених», — вердикт оглядача.
Журналісти найвідомішого сайту IGN.com поставили грі оцінку 9,4 із 10 балів. Оглядачі похвалили графіку, заявивши, що навіть на не найвищих налаштуваннях і Direct3D 9 гра не має конкурентів. Журналісти оцінили масштабованість ігрового рушія й можливість пристосувати налаштування гри під комп'ютери з різними конфігураціями. Також оглядачі позитивно відгукнулися про мультиплеєр, хоча заявили, що він «не зможе відволікти гравців від їхніх улюблених мультиплеєрних ігор». Позитивно був оцінений геймплей, який «добре спроєктований і має достатньо опцій, щоб дозволити гравцям використовувати свій власний стиль атаки й насолоджуватися можливостями костюма й зброєю». Вердикт оглядачів: «У цілому, Crysis є ще однією перемогою для Crytek і однією з тих ігор, які є більшим, ніж сума їхніх частин».
Відомий сайт Eurogamer у своїй рецензії поставив грі 9 балів із 10 можливих. У рецензії журналіст дуже захоплювався графікою й технологічністю гри, великими просторами й свободою. Також він указав на значну реіграбельність гри, яка забезпечується вільним геймплеєм, додатковими цілями й великим ігровим простором. «Crysis дуже якісно сконструйований, він як високоточний механізм або німецький автомобіль», — заявив оглядач. Також оглядач описав і оцінив мультиплеєрний режим «Power struggle», заявивши, що він «надзвичайно надійний і забезпечує величезне відкрите поле дій для організованої роботи команди, а також дає можливість розвивати різні тактики, — багатофункціональність нанокостюма лише сприяє цьому». Однак журналіст виразив сумнів із приводу того, що мультиплеєрному режиму Crysis удасться завоювати помітну частину ринку. Журналіст відзначає, що мультиплеєр із Crysis не може суперничати з такими спеціалізованими іграми, як Enemy Territory: Quake Wars і Team Fortress 2, і в той же час він (режим «Power struggle») занадто складний для масової аудиторії. Реалізація прибульців у грі, згідно з оглядачем, непогана й навіть частково цікава, але не може «нагнати» той страх і атмосферу, яка була запланована. Також до мінусів було прилічене те, що деякі частини й можливості гри витрачені впусту, а дизайн рівнів міг би бути більш напруженим і сконцентрованим.
Ігровий сайт GameSpy поставив грі оцінку в 4,5 із 5 балів, позитивно оцінивши «неймовірне видовище, динамічний відкритий геймплей і відчуття супермена». До мінусів журналісти віднесли «серйозні» системні вимоги, менш обмежену у свободі другу частину гри й деякі баги. Також оглядачі оцінили мультиплеєр гри. Вони позитивно відгукнулися про режим «Power struggle», однак при цьому вказали на те, що мультиплеєр містить безліч помилок, багів і недоробок, а також сильно підданий чітам. «Це безперечно одна з найзначніших ігор 2007 року», — підсумували журналісти.
У своїй ігровій передачі X-Play канал G4TV дав грі досить низьку оцінку в 3 із 5 балів, позначивши проєкт Crytek у «Святковому гіді покупця». Оглядачі позитивно відзначили «прекрасну» графіку, великі відкриті ігрові простори, а також описали гру як новий «бенчмарк для ПК». До недоліків були прилічені поганий ігровий AI, дизайн рівнів, що не надихає, помилки, що трапляються в графіці й фізиці, неабиякі системні вимоги, слабкий мультиплеєр і жахливу сюжетну історію. Вердикт оглядачів: «Найнеприємнішим є те, що в Crysis є незадіяний потенціал. Кожний, хто провів досить часу з редактором Sandbox 2 знає, що CryEngine 2 має здібності для здійснення значної фізики, вибухів, що „підривають мізки“, і великий перелік інших речей і властивостей, які не використовуються в самій грі. У порівнянні з безліччю інших шутерів від першої особи Crysis потребує більшого, ніж симпатичне обличчя, для конкуренції з іншими іграми».
Ігровий сайт GamePro поставив Crysis досить високу оцінку в 4,75 бала з 5 (95 %). Оглядачі зарахували до достоїнств гри «неймовірну графіку й передову технологію, яка представляє наступний рівень ПК-Геймінгу». Також журналісти позитивно відгукнулися про здібності нанокостюма, який поліпшує відкритий геймплей гри і заявили, що ігровий штучний інтелект у Crysis є одним з найкращих з усіх коли-небудь створених. До недоліків прирахували те, що, не маючи високопродуктивного ПК, користувачі не зможуть відчути всі ігрові відчуття. Причому журналісти відзначили завищені системні вимоги як єдиний серйозний недолік гри. "Кому потрібні Гаваї, коли можна побачити таке? <…> Коли ви останній раз апгрейдили свою систему? Це не має значення, тому що вам доведеться зробити це знову: цього вимагає Crysis. Але повірте нам, гра таки варта кожного витраченого вами пенні! — підсумували оглядачі.
Ігровий сайт 1UP.com поставив грі оцінку B+ (80 %). Журналіст позитивно оцінив мультиплеєрний режим «Power Struggle», графіку й виконання динамічної й інтерактивної системи рослинності, яка надає грі атмосферу. Також позитивно був оцінений відкритий геймплей. Крім того, журналіст похвалив рівень в інопланетному кораблі, який вносить «родзинку» до гри. Однак до мінусів були прилічені поганий, умовний і неоригінальний сюжет, зайві скрипти й умовності, особливо на рівні «Ascension».
Відомий ігровий сайт і колектор відеороликів GameTrailers поставив грі 8,8 балів із 10. Журналісти дуже хвалили графіку, однак негативно відгукнулися про високі системні вимоги гри. Також позитивно був оцінений ігровий AI ботів, величезні відкриті рівні, можливості нанокостюма, пророблення зброї й навколишнього світу. «Немає ніякого сумніву, що, навіть працюючи на Direct3D 9 і середніх налаштуваннях якості, графіка й фізика гри, від сніжних пластівців до листя, є чудовими, але для всіх, хто не витратив $5 000 минулого місяця на новий комп'ютер, гра не буде тою революцією, про яку говорили», — пояснили рецензенти. «Графіка рідко робить гру доленосною, і з Crysis саме відбувся такий випадок. Відкритий ігровий дизайн іде разом з функціями нанокостюма, надаючи гравцеві різноманітні хитрощі, атаки й швидкості, що не дає гравцеві нудьгувати», — підсумували журналісти.
Журналіст сайту Game Revolution, який поставив грі оцінку А- (91 %), почав свою рецензію з таких слів: «Я можу просто сказати: Crysis чудовий. Від самого початку й до кінця він надає цільні ігрові відчуття. Відкриваюча кат-сцена — і ви вже в пастці. Ви будете безперервно грати ніч доти, доки ваші очі зненацька не збунтуються. Прокинувшись, першою річчю, про яку ви подумаєте, буде незакінчена перестрілка в грі, а не їжа або інші потреби». Оглядач дуже захоплено відгукнувся про ігрову графіку, «чудову» фізичну модель, відмінний користувацький інтерфейс, зручне керування й відкритий геймплей, який пропонує безліч шляхів для вирішення ситуації. До мінусів були прилічені слабкий сюжет і особливо погана сюжетно кінцівка. «Crysis є однією з тих ігор, яку полюблять серйозні й хардкорні геймери; люди, які люблять лінійні й керовані відчуття, будуть незадоволені. Якщо ви прагнете гру зі швидким екшеном, величезними масштабами, графікою, що приголомшує й інтелектуальним геймплеєм, то Crysis саме для вас», — вердикт оглядача.
Оглядач сайту Game Informer, що виставив грі 9 балів із 10, особливо підкреслив схожість геймплею Crysis і геймплеєм його попередника Far Cry. Він указує, що хоча геймплей і покращився більшою площею ігрових просторів, зброєю, що настроюється й особливо можливостями нанокостюма, однак він однаково залишається схожим на Far Cry. Журналіст похвалив штучний інтелект ботів, однак відзначив те, що боти мають безліч програмних помилок і збоїв, а також мають занадто велику стійкість. Про місію в інопланетному кораблі журналіст відгукнувся негативно. Дуже позитивно були оцінені пророблення ігрового світу, інтерактивна рослинність і увага до деталей. Про графіку журналіст виразився коротко: «Ви не знайдете гру, що краще виглядає на планеті». «Зрештою, Crysis пропонує приблизно ті ж самі ігрові відчуття, що і його попередник — Far Cry. Сендбокс-геймплей є одним із найкращих у жанрі, а довга одиночна кампанія великою мірою заповнює сумнівний мультиплеєр», — зробив висновки рецензент.
Ігровий портал Absolute Games поставив грі 84 %. Оглядачі відзначили чудову графіку, вільний геймплей, інтерактивність і особливості нанокостюма. До недоліків були віднесені занадто високі системні вимоги, помилки фізичної підсистеми, слабкий штучний інтелект ботів і слабкий сюжет. Вердикт: «По суті, це — Far Cry до появи озброєних мавп, плюс шедевр наукової думки — „розумний“ нанокостюм».
Країна Ігор поставила грі 9.5 із 10-ти балів. До достоїнств були прилічені графіка, можливості нанокостюмів, система налаштування зброї й «вільний» геймплей. До недоліків віднесли сюжет, високі системні вимоги, невеликий вибір мережевих режимів. Вердикт: "Відмінне продовження до Far Cry, нехай і без слова «Far» у назві. Перший претендент на звання «FPS року».
Журнал Ігроманія поставив грі 9 балів із 10-ти, зробивши наступний висновок: «Безумовно, Crysis — не ідеальна гра. Їй не вдається бути до кінця цікавою, сюжет надто пихатий, а деякі моменти занадто затягнуті. Але! Попри ці дріб'язки, Crysis — безперечно Гра».
Дочірній ресурс iXBT.com, присвячений іграм — GameTech — досить негативно відгукнувся про гру. До недоліків були прилічені погано пророблений штучний інтелект ботів, погано налаштований фізичний рушій, погано збалансовані можливості нанокостюма, нецікава, нудна й однакова перша, «корейська» частина гри, невдала друга частина гри, нудна й передбачувана сюжетна лінія. До переваг були віднесені мультиплеєр, передова графіка, досконально пророблена природа тропічних островів, чудовий дизайн інопланетного корабля й зручний інтерфейс.
Найбільший ресурс, присвячений IT-Технологіям — 3DNews — досить прихильно поставився до гри. Особливо позитивно була відзначена графіка («просто бомба, атомна…»). Також оглядачі відзначили динамічний і захопливий одиночний геймплей, «роздвоєний» дизайн гри, можливості нанокостюма й руйнацію. Вердикт оглядачів: «У цілому, можна сміло сказати, що проєкт удався. Це — не революція в жанрі й ніякий не переворот. Просто Crysis підіймає поняття „шутер“ на якісно новий рівень. […] Однак відчуття, що перед нами усе той же старий добрий Far Cry, але в новому антуражі, не залишає ні на хвилину. […] Відмінний екшн XXI століття, але ніякий не прорив».
CNews, найвідоміше інтернет-видання в сфері високих технологій у Росії й країнах СНД, 21 листопада 2007 року надало рецензію на гру Crysis, поставивши їй оцінку 8.8 з 10 балів (статус: відмінно). Журналісти особливо позитивно відзначили графічний рушій, але разом з тим негативно відгукнулися про дуже високі системні вимоги: «У цей час більш красивої гри, ніж Crysis, немає й, можливо, найближчим часом не буде. […] Навіть в DX 9-режимі в CryEngine 2 немає реальних конкурентів, на ультрависоких налаштуваннях (DX10) рушій може посміятися не тільки над вашим здивованим обличчям й щелепою, що відвисла, але навіть у чомусь над CGI-Фільмом Beowulf і (у першу чергу) над вашим залізом. Топова конфігурація, не топова — усі рівні, гра гальмує скрізь. […] Це гра, красою якої можна захоплюватися й можна буде захоплюватися через роки на апгрейднутому комп'ютері.». Негативно були відзначені банальний сюжет і його «обірвана» кінцівка, слабкий штучний інтелект. Позитивно були оцінені вільний геймплей, можливості нанокостюма, веселий мультиплеєр, високий рівень реіграбельності й дуже інтерактивне руйноване середовище. Разом, вердикт оглядачів: «Якщо поставити Crysis поруч із іншими FPS і придивитися уважно, то стане зовсім очевидно, що перед нами досить якісний і видовищний бойовик, який страждає, як і переважна більшість колег, дурістю.»
Ігровий сайт і сервер PlayGround.ru 4 грудня 2007 року написав рецензію на гру, оцінивши її в 9 балів з десяти. У загальному оглядачі досить позитивно відгукнулися про гру, особливо відзначивши графіку, присудивши їй 10 балів — максимальну оцінку. Також дуже добре були оцінені геймплей (8 балів) і інтерфейс (9 балів). Зі слабкостей гри були відзначені поганий, простий і нецікавий сюжет, слабкі AI-Супротивники. «Короткий, безсюжетний і під кінець сумбурний Crysis — безумовно, знаковий шутер сучасності. Разюче гарний, різноманітний і ефектний, він буде проходитися й обговорюватися ще безліч разів…» — підсумували журналісти.
PCnews поставив грі 8 із 10-ти балів, особливо відзначивши графіку, фізичну інтерактивність і динамічний геймплей. Підсумок: «Гарний шутер з відмінною графікою».
Gameplay оцінив гру в 4,5 із 5 балів.
Підвівши підсумок, можна зробити висновки, що деякі оглядачі позитивно відгукуються про першу частину гри, відзначаючи нелінійність, відкритий геймплей і багаті можливості, разом з тим негативно відгукуються про другу частину гри, приводячи в аргументи лінійність і заскриптованість. Інші ж оглядачі, навпаки, позитивно ставляться до другої частини гри, відзначаючи динамічний розвиток сюжету й активні дії, а до першої частини гри ставляться більш негативно, приводячи нудне проходження, майже повну відсутність розвитку сюжету й одноманітність.

### Нагороди гри

#### Нагороди, присуджені грі до її виходу
23 травня 2006 року на виставці E3 2006 гра Crysis одержала наступний список нагород від різних авторитетних сайтів і оглядачів:
| Оглядач      | Назва нагороди                             | Пояснення                                    |
| ------------ | ------------------------------------------ | -------------------------------------------- |
| 1UP          | «Best Visuals»                             | Найкраща візуальна якість                    |
| Gamespy      | «Top 10 PC Game»                           | Десятка найкращих ПК-Ігор                    |
| Gamespy      | «Best Graphics»                            | Найкраща графіка                             |
| GameTrailers | «Best PC Game»                             | Найкраща ПК-Гра                              |
| GameTrailers | «Best Graphics»                            | Найкраща графіка                             |
| GameTrailers | «Best Shooter»                             | Найкращий шутер                              |
| IGN          | «Best PC FPS Game»                         | Найкращий шутер від першої особи для ПК      |
| IGN          | «Best Technical Graphics PC»               | Найкраща технічна графіка на ПК              |
| IGN          | «Technological Excellence PC»              | Технологічна перевага на ПК                  |
| IGN          | «Best FPS (overall)»                       | Найкращий шутер (усі платформи)              |
| IGN          | «Best Graphics Technology (overall)»       | Найкраща графічна технологія (усі платформи) |
| GameSpot     | «Best Graphics»                            | Найкраща графіка                             |
| GameSpot     | «Best Shooter» (Nominee)                   | Найкращий шутер (номінація)                  |
| GameSpot     | «Best PC Game» (Nominee)                   | Найкраща ПК-Гра (номінація)                  |
| GameTrailers | «Best of Show» (Nominee)                   | Найкращий показ на виставці (номінація)      |
| 1UP          | «Best PC Game E3 2006» (Nominee)           | Найкраща ПК-Гра на E3 2006 (номінація)       |
| 1UP          | «Best Shooting Game E3 2006» (Nominee)     | Найкраща стрілялка на E3 2006 (номінація)    |
| IGN          | «Technical Excellence (overall)» (Nominee) | Технічна перевага (підсумок)                 |
| IGN          | «PC Game of the Show» (Nominee)            | Найкраща ПК-Гра на заході (номінація)        |
| IGN          | «Best of Show» (Nominee)                   | Найкращий показ на виставці (номінація)      |

1 серпня 2007 року на виставці E3 2007 грі Crysis була присуджена нагорода 2007 "Game Critics Award «Best PC Game» (укр. Нагорода ігрових критиків «Найкраща ПК-Гра»).
27 серпня 2007 року на виставці Games Convention 2007, що проходила в Лейпцигу, гра Crysis одержала основну нагороду виставки — «Best of GC» (укр. Найкраща гра на Games Convention) у категорії «Ігри для ПК». Про гру журі заявили наступне: «Розроблений у Німеччині, Crysis є хвилюючим футуристичним боєм проти інопланетних загарбників. CryEngine 2 установлює нові технологічні стандарти із захопливими дух спецефектами. Інтелектуальні супротивники роблять виклик навіть найдосвідченішим гравцям».

#### Нагороди, присуджені грі після її виходу
GameSpot удостоїв Crysis нагороди «Найкраща гра в жанрі шутер» (англ. Best Shooter Genre Award), відзначаючи, що гра «розвиває вільний геймплей, ставлячи його на новий рівень — цілі можна досягти будь-яким способом, який тільки побажаєш». GameSpot також оцінив Crysis нагородою «Найкраща графіка: Найкраща й технологічна ПК-Гра» (англ. Best Graphics: Technical and Best PC Game), заявляючи при цьому: «Перестрілки у грі красиві й надзвичайно інтенсивні. Crysis — це динамічна гра; ви можете перегравати її по кілька разів, щоб знаходити нові деталі й експериментувати з різними підходами до проходження.»
В огляді Crysis журналісти сайту Gamespy вручили грі нагороду «Editor's Choice» (укр. Вибір редактора).
PC Gamer у березневому випуску «Games of the Year Awards» удостоїв Crysis нагородами «Гра року» (англ. Game Of The Year) і «Екшн року» (англ. Action Game Of The Year). PC Gamer також відзначив: «Crysis підійняв ігри для PC на нову планку, об'єднавшись із найпередовішим графічним рушієм з коли-небудь створених, а також з феноменальним геймплеєм. Crysis гіпнотизує, починаючи від кінематографічного вступу й закінчуючи фінальними титрами».
Редактор IGN Ден Адамс (англ. Dan Adams), що оглядав Crysis, нагородив проєкт персональною нагородою «Вибір редактора» (англ. Editors' Choice Award).
Німецький ігровий сайт gamezone.de у своєму огляді гри Crysis вручив свою нагороду «Gamezone Gameplay Award Gold» (укр. «Золота нагорода геймплея»). Крім того, оглядачі оцінили гру в 9,5 з 10 балів зі статусом «Геніально».
31 грудня 2007 року на ігровому вебсайті й сервері PlayGround.ru проходила церемонія нагородження найкращих ігор 2007 року по жанрах. Причому найкращу гру по кожному жанру вибирали й редакція сайту, і читачі. У підсумку читачі вибрали Crysis як найкращу гру в жанрі «First-person action», а компанію Crytek — як найкращого розробника року. У номінації «Графіка року» і редакція, і читачі одностайно проголосували за Crysis. Крім того, читачі присудили Crysis нагороду «Гра року», яка присуджується найкращим іграм по всіх жанрах.
На сайті GameTech Crysis виграв нагороду «Найкращі технології 2007».
Журналісти відомого сайту CNews у своїй рецензії на гру Crysis 21 листопада 2007 року присудили грі нагороду «Наш вибір».
9 грудня 2007 року на прем'єрі «Video Game Awards 2007» гра Crysis була номінована в трьох категоріях: «Гра року», «Технологічний прорив року» і «Найкраща ігрова графіка». У підсумку Crysis одержала нагороду «Найкраща ігрова графіка».
Великий англомовний електронний журнал і вебсайт Bit-tech, присвячений ІТ-Технологіям і індустрії комп'ютерних ігор, 18 грудня 2007 року проводив підсумки 2007 року по іграх і присуджував нагороди «bit-tech's Top 10 Games of 2007» найкращим іграм цього року по всіх жанрах і платформах. У цій номінації Crysis одержав четверте місце. «Для тих, хто чекав від Crysis революцію в ігровій індустрії й хто знайшов, що гра, по суті, є більш симпатичною версією Far Cry, Crysis буде розчаруванням. Проте, Crysis є фантастичною грою в її власному виді, попри її спадщину й часті коливання індивідуальних аспектів.» — заявили оглядачі bit-tech.net.
Оголошуючи десятку найкращих комп'ютерних ігор 2007 року по всіх жанрах і платформах, відомий ігровий журнал «Ігроманія» помістив Crysis на друге місце списку (перше місце дісталося BioShock). Журналісти заявляють: «…Crysis зробив для жанру шутерів стільки, скільки жоден інший проєкт цього року (за винятком Portal, мабуть) <…> Цій грі, схоже, приготована незавидна доля — розв'язавши ряд найважливіших жанрових проблем, вона відкрила цілий шар нових, за які її не проминули штовхнути ногою в бік <…> Crysis обов'язково потрібно побачити. Це — майбутнє інтерактивних електронних розваг, і не ознайомитися із ключовою грою 2007 року буде просто нерозумно».
Підбиваючи підсумки 2007 року за спецномінаціями, журналісти «Ігроманії» вручили грі Crysis нагороду «Найкраща графіка», привласнивши їй звання «фотореалістичний шутер». Журналісти заявляють:
|  | Технічно Crysis настільки відстоїть від усіх інших ігор, що виходили цього року на PC, що двох думок у нас бути не могло. <...> З іншого боку — світ явно опинився не готовий до Crysis і його красот. <...> Crysis дійсно потрібні усі ці ресурси. <...> Crysis рвонув жанр уперед по стількох показниках, що його просто не можна ігнорувати. <...> Ті, хто запустив Crysis на середніх або мінімальних налаштуваннях, побігав дві години, звалився з обриву й пішов до нас на форум строчити гнівне повідомлення, дуже нагадують героя старого анекдоту, який «Бітлз» не слухав, але засуджує, тому що йому друг по телефону наспівав. |

27 лютого 2008 року на міжнародному ігровому заході Game Developers Conference 2008 грі Crysis на церемонії «Game Developers Choice Awards Ceremony» була присуджена нагорода «Best Technology Award» (укр. Найкраща технологія). У цій категорії Crysis змагалася з такими іграми, як Halo 3, Call of Duty 4: Modern Warfare, Portal і Assassin's Creed і обійшла їх усі.
28 березня 2008 року на заході «IDG Entertainment Media Gmbh Gala», який проводився в Лейпцигу, гра Crysis одержала нагороду «GAME STAR 2007» (укр. «Ігрова зірка 2007»). Більш ніж 12 500 фанатів віддали свої голоси в мережевому огляді, який був проспонсований популярними німецькими онлайновими журналами GameStar і GamePro. У підсумку Crysis був визнаний «PC Game of the Year 2007» (укр. Найкраща ПК-Гра 2007 року) і «Best Shooter 2007» (укр. Найкращий шутер 2007 року), обійшовши таких суперників, як Call of Duty 4: Modern Warfare, Mass Effect і Assassin's Creed. «Інноваційна реалістична графіка Crysis, надзвичайний звук і вражаюча внутрішньоігрова атмосфера встановлюють новий стандарт в індустрії комп'ютерних ігор.» — заявив Майкл Трайр (англ. Michael Trier), головний редактор журналу GameStar.
24 квітня 2008 року на австрійській ігровій церемонії 2008 (англ. Austrian Game Choice Awards Ceremony 2008), яка проходила у Відні, грі Crysis була присуджена нагорода «Best Graphics Award 2008» (укр. Найкраща графіка 2008). Цю церемонію відвідали більш 300 розробників ігор. «Austrian Gamers Choice Award» (укр. Австрійська нагорода “Вибір геймерів”) — унікальна нагорода, яку присуджують мільйони геймерів, які голосують за свою улюблену гру, починаючи з 15 січня кожного року.
3 грудня 2008 року компанія Crytek в Ессені (англ. Essen), Німеччина, виграла 4 нагороди «Deutscher Entwicklerpreis 2008» (англ. «German Developer Awards»). Цю нагороду присуджують тільки німецьким розробникам комп'ютерних ігор, які створили видатні ігри й випустили їх не раніше 12 місяців від моменту нагородження. Crytek висувалася сім раз у п'яти категоріях і виграла наступні нагороди: гра Crysis одержала нагороди «Best German PC Game» (укр. Найкраща німецька ПК-Гра) і «Best Game Design» (укр. Найкращий ігровий дизайн); ігри Crysis і Crysis Warhead виграли «Best In-Game Graphics» (укр. Найкраща внутрішньоігрова графіка); компанія Crytek одержала нагороду «Studio of the Year» (укр. Розробник року).

6 серпня 2009 року журналісти сайту IGN.com склали список 25 найкращих ПК-Ігор за всю історію людства. У цьому списку Crysis зайняв 17 місце, обійшовши такі ігри, як Doom, Diablo, Fallout, Deus Ex і інші. «Гра надає неймовірно захопливі ігрові відчуття, які тільки збільшуються; починаючи від розкішної танкової баталії, яка проходить у момент руйнування острова, і закінчуючи повітряними моментами, коли ви повинні ухилятися від торнадо й одночасно приймати повітряний бій», — описали свій вибір журналісти.

### Критика високих системних вимог
Після виходу Crysis усі оглядачі відзначили дуже якісну й реалістичну графіку. Однак настільки складний графічний рушій вимагав відповідних апаратних ресурсів, які на час виходу гри були відсутні. Через це Crysis зазнав численної критики саме через свої високі системні вимоги. На найвищих налаштуваннях графіки — «Very High» — гра була неіграбельною на будь-якій конфігурації 2007 року.
Оглядачі GameTech пишуть у рецензії: «Гра розроблялася, так би мовити, „на виріст“ — побачити її у всій красі й з гідною продуктивністю можна буде тільки на наступному поколінні відеокарт. Або через покоління — як пощастить.»
Оглядачі журналу «Ігроманія» також описали системні вимоги: «У той час як власникам робочих конячок, що чавкають, підсунули свиню — запустити й пограти-то вони можуть, але одержати ті самі відчуття технологічної феєрії, через які й варто, по суті, пробувати Crysis, — ні. <…> Найсмішніше, що на рівні графіки Extreme, як зізнався Джеват Єрлі, запустити гру поки просто неможливо — підходящої конфігурації немає.»
«Рушій CryEngine2, на якому побудована гра, занадто гарний для 2007 року. Може, до 2009-го середній ігровий комп'ютер і добереться до потрібних потужностей, а зараз графіка, яку ви бачите на скріншотах, доступна тільки власникам найпередовіших відеокарт.» — пишуть журналісти журналу «Країна Ігор».
Бен Крошоу (англ. Ben Croshaw), ігровий рецензент сайту The Escapist, у своєму відеоогляді Zero Punctuation гри Crysis заявив, що налаштування «Very High» призначалися для «якогось гіпотетичного комп'ютера майбутнього. З космосу.». Однак він уперше похвалив графіку в грі (до цього він ніколи не хвалив графіку в жодній грі) і заявив, що «вивалив свого язика від візуальної складової» (англ. "smacked his gob at the visuals").
GameTrailers виключили Crysis зі свого змагання «Найкраща графіка 2007», тому що «їм потрібен був тиждень для апгрейду своїх комп'ютерів», що вони визнали «неприйнятним».
На ігровій виставці Games Convention Asia 2008 в інтерв'ю з журналістом сайту GameSpot Джеват Єрлі ще раз висловився на рахунок критики системних вимог Crysis'а: «… Це є неправильним уявленням. Наш намір полягав у тому, щоб масштабувати Crysis для майбутнього. Це невід'ємно означає, що коли ви будете намагатися відіграти у Crysis на максимальних налаштуваннях, то гра буде йти повільно навіть на самому потужному ПК. <…> Це неправильне уявлення стало зворотною реакцією, яка вдарила у нас і по нашому доброзичливому наміру. Він полягав у тому, щоб гра слугувала гравцеві роками, а не застарівала відразу ж після свого виходу. Коли я відіграю в яку-небудь гру, а потім знову відіграю її вже через рік, вона видасться мені застарілою. Звичайно, ядро геймплею не застаріває, однак візуально гра застаріває дуже швидко. Я хотів упевнитися, що геймплей і графіка гри „ростуть“ разом з вами. Таким чином, намір був доброзичливим, але була негативна зворотна реакція, тому що люди постійно хотіли вичавити із гри максимум. Ретроспективно, я думаю, було б краще, якби ми спочатку заблокували максимальні графічні налаштування, а потім, коли б з'явилося й стало доступним потужніше апаратне забезпечення, випустили б патч, який ці налаштування розблокував би. Тоді люди стільки не верещали б тільки від того, що вони не можуть відіграти на максимумі. Було дуже важко, тому що люди говорили, що ми повинні робити ігри не для майбутнього, а для сьогодення. Я не погоджуся — я геймер, і я завжди буду віддавати перевагу грі, яка буде „рости“ разом зі мною».

## Crysis на ігрових приставках
Попри заявлену ексклюзивність гри Crysis для персональних комп'ютерів, через якийсь час після релізу гри стали з'являтися новини про вихід гри на консолях, орієнтовно PlayStation 3 і Xbox 360

. Більше того, відомо, що консольна версія гри буде включати приблизно 50 % нових матеріалів, які згодом увійдуть в Crysis 2. Ні розробники, ні видавці ці чутки поки не коментують.
29 квітня 2008 року Джеват Єрлі в інтерв'ю популярному ігровому журналу PC Play офіційно заявив, що Crytek відмовляється від розробки ексклюзивів на PC. Однак у цьому ж інтерв'ю перед ним порушили питання про вихід консольної версії Crysis:
| Ліві лапки | Запитання: Ви підтвердили, що неможливо змусити працювати Crysis на консолях, однак ходять постійні чутки, що його портування неминуче. Чи можете Ви нам, нашим читачам і ігровій індустрії в цілому дати кінцеву відповідь на це питання? Crysis буде портований на консолі? Відповідь: Crysis на консолях дійсно неможливий. Щоб перенести Crysis на Xbox 360 або PlayStation 3, його необхідно великою мірою змінити. Crysis був спроєктований і розроблений для того, щоб бути винятково ПК-Ексклюзивом. Наша внутрішня мета не полягає в перенесенні Crysis на консолі. | Праві лапки |

Та все ж у вересні 2011 року EA офіційно анонсувала гру для PS3 та X360. Гра буде працювати на рушію CryENGINE 3, де розробники обіцяють нову систему освітлення та спецефекти.

## Продовження
Crysis був анонсований як перша гра в трилогії. Очікується, що сиквел почнеться з того місця, де закінчилася перша гра. Після реєстрації торговельної марки Crysis, компанія Crytek зареєструвала в United States Patent and Trademark Office наступні торговельні марки: Crysis Wars, World in Crysis і Crysis Warhead. Попри можливість розробки сиквелу до гри, GameSpot заявив, що ці торговельні марки можуть нічого не значити. Пізніше стало відомо, що «Crysis Warhead» — це назва аддона до Crysis. 19 травня 2008 року Crytek зареєструвала ще одну торговельну марку — Crysis Warzone і придбала доменне ім'я crysiswarzone.com. 25 липня 2008 року з'явилися, а згодом і підтвердилися звістки про те, що «Crysis Wars» є назвою автономної мультиплеєрної гри, яка входить до складу Crysis Warhead.
У квітні 2020-го року було оголошено про перевидання «Crysis».

### Crysis Warhead і Crysis Wars
4 червня 2008 року на головному вебсайті Crysis було розміщено тізерне зображення (англ. teaser image) нової гри від Crytek — Crysis Warhead. 5 червня 2008 року гра була офіційно анонсована на офіційному сайті підтримки CryMod.com і на офіційному сайті компанії Crytek. «Crysis Warhead» був розроблений Будапештською філією Crytek — Crytek Budapest разом з основною компанією в Франкфурті. Протагоністом у грі виступає один з головних персонажів Crysis — Майкл Сайкс із позивним іменем Псих. Події в грі розвиваються паралельно оригіналу. Гра була випущена тільки для PC, попри відмову розробників від ексклюзивності ігор для персональних комп'ютерів. У складі Crysis Warhead є присутнім Crysis Wars — повністю автономна й відділена від Crysis Warhead багатокористувацька гра, у яку розробники повністю перенесли весь мультиплеєр.
Попри бажання розробників зробити Crysis Warhead своєрідною роботою над помилками Crysis, аддон Crysis Warhead у пресі одержав нижчі оцінки, ніж первісно Crysis.

### Crysis 2
Ще в різних інтерв'ю, які були задовго до виходу Crysis, розробники натякали, що Crysis буде мати продовження. 15 листопада 2007 року Джеват Єрлі офіційно заявив, що Crysis — це перша частина запланованої трилогії. Наприкінці листопада 2007 року з'явилася новина від головного аніматора Crytek Стівена Бендера (англ. Steven Bender). Він коротко розповів про поліпшення графічної й технологічної складових нової гри, а також про сюжет.
15 січня 2008 року на фанатському сайті incrysis.cz з'явилися кілька гіпотетичних скриншотів Crysis 2, їх поява висвітлювалася в ігровій пресі, а Crytek не підтвердила й ніяк не прокоментувала достовірність цих зображень. Проте пізніше було виявлено, що дані скриншоти взяті з користувацького моду до Crysis.
Уже після анонсування аддона Crysis Warhead розробники заявили, що від його продажів цілком буде залежати доля Crysis 2.
На виставці Games Convention Asia 2008 журналіст найвідомішого ігрового сайту GameSpot Рендольф Рамсі (англ. Randolph Ramsay) взяв досить велике інтерв'ю у Джевата Єрлі. У цьому інтерв'ю Єрлі говорив про графіку майбутнього, про критику високих налаштувань у Crysis і, можливо, про Crysis 2.

Запитання: Ви згадали, що наступна гра наступного покоління від Crytek вийде в 2009 році. Що це значить?
Відповідь: Це значить те, що ви не побачите це у формі комерційної гри. Ми можемо показати це на конференціях і заздалегідь почати ліцензування. Я мав на увазі, що ми не побачимо продажі ігор до 2012 року, тому що для того, щоб випустити гру наступного покоління в 2012 році, нам необхідно почати розробку в 2009/2010 роках. Тобто, ми повинні почати наступне покоління зараз. Ми закладаємо основу, досліджуючи базові принципи, прямо зараз. Таким чином, ми почнемо в 2009 році; можливо, почнемо розкривати подробиці на конференціях в 2010 році; і в 2012 році, імовірно, випустимо першу гру.
Оригінальний текст (англ.)
Question: You've mentioned that the next-gen for Crytek starts in 2009? What does that mean?
Answer: What that means is none of it will be visible in a commercial game. We may disclose it at conferences and start licensing beforehand and whatnot. What I mean is we won't see games ship until 2012, because for a next-gen game to ship then, we have to start developing in 2009/10. So we have to start the next-gen now. We are laying the groundwork by researching the fundamentals right now. So we'll start in 2009, probably start disclosing it at conferences in 2010, and 2012 will probably be when the first title ships.

Гра була офіційно анонсована 1 червня 2009 року і вийшла 22 березня 2011 року в Північній Америці, 24 березня 2011 року в Європі і 25 березня 2011 в Австралії для ПК і консолей Xbox 360 і PlayStation 3. У грі використаний ігровий рушій CryEngine 3.

## Кіноадаптація
10 лютого 2008 року співзасновник і виконавчий директор Crytek Джеват Єрлі на виставці Imagina 2008 3D Technology Conference офіційно оголосив про плани на знімання фільму-екранізації за мотивами гри Crysis:

Фільм за мотивами Crysis у нас уже давно в планах. І зараз ми в активних переговорах зі знімальною командою. Під кінець року ми плануємо вирішити це питання.